# Hình tượng con trâu trong văn hóa

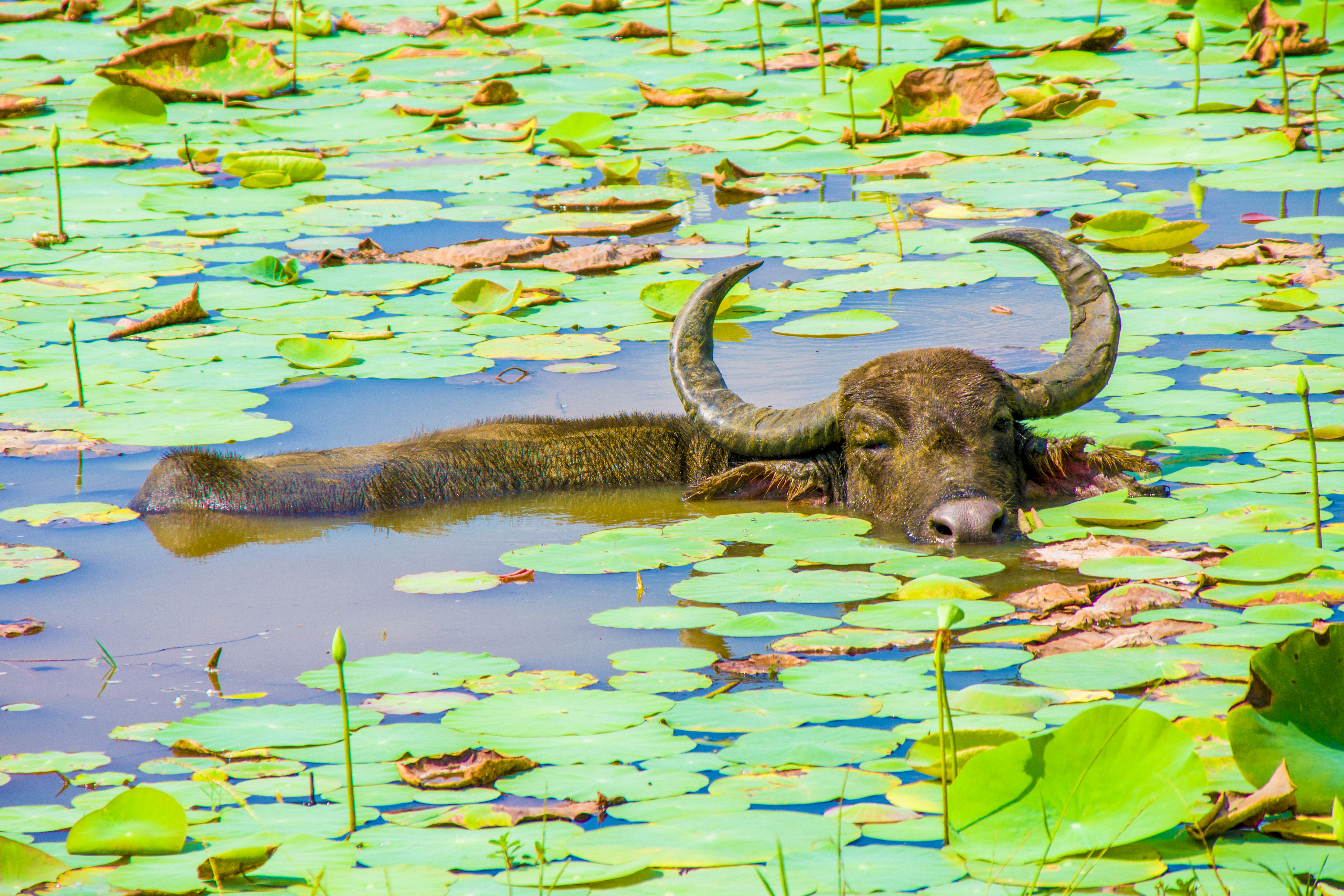
Con trâu lội trong đầm

Trong nhiều văn hóa, hình tượng con trâu phổ biến trong văn hóa phương Đông và gắn bó với cuộc sống người dân ở vùng Đông Nam Á và Nam Á, đặc biệt là trong nền văn hóa Việt Nam. Trong văn hóa phương Đông, trâu là một trong 12 con giáp gọi là (Sửu) ở vị trí thứ hai, đồng thời là gia súc đứng đầu lục súc (gồm trâu, chó, ngựa, dê, gà, lợn), trâu có vai trò quan trọng trong nền nông nghiệp lúa nước. Trâu là con vật dùng vào việc lễ tế thần thánh. Trâu sinh sống phổ biến ở châu Phi, châu Á, nhưng hiếm gặp ở châu Âu, Trung Đông và châu Mỹ nên hình tượng trâu trong mỹ thuật và văn hóa chủ yếu xuất hiện ở Ai Cập, Ấn Độ, Đông Bắc Á, Đông Nam Á.
Dù có những hình thức thể hiện khác nhau, nhưng hình tượng trâu ở các nền văn hóa đều có những điểm chung. Trước hết, con trâu là biểu hiện cho sức khỏe vì là vật nuôi lấy sức cày kéo trong nông nghiệp. Nó tượng trưng cho sự chắc chắn, đức tính trung thành, hiền lành và cần cù, chất tích cực, chăm chỉ và thật thà. Ở nền kinh tế nông nghiệp lúa nước, con trâu được người nông dân coi như bạn thân. Từ khi được thuần hóa, trâu là một trong những con vật rất gần gũi với con người. Hình ảnh con trâu siêng năng, cần cù gắn liền với lũy tre làng thể hiện một nét văn hóa Việt và là một biểu tượng không chính thức của Việt Nam, nó còn là vật gắn bó nghĩa tình, bầu bạn với người nông dân, là biểu tượng, thước đo sự giàu-nghèo, sang-hèn.
Trong suốt chiều dài lịch sử của nền văn minh lúa nước ở Việt Nam, con trâu hiền lành, chịu thương chịu khó đã trở thành người bạn của nhà nông, vẫn là con vật tham gia trong nhiều công đoạn làm ruộng, từ cày vỡ, cày ải, cày đánh luống đến bừa vỡ, bừa kĩ, bừa trang luống và con trâu đi trước cái cày theo sau đã thành một trong những hình ảnh biểu trưng về cảnh làm ăn của người nông dân Việt Nam, Ngoài ra, những câu ca dao như “Trên đồng cạn, dưới đồng sâu/Chồng cày, vợ cấy, con trâu đi bừa” vẽ nên bức tranh về đồng quê Việt Nam vào mùa vụ. Qua mùa cày cấy, trâu lại làm cái việc kéo xe, vận chuyển những nguyên vật liệu cần thiết cũng như chuyên chở thành quả lao động sau khi thu hoạch.
Sau những lúc làm nông, hình ảnh chú trâu đủng đỉnh gặm cỏ trên đồng, trên lưng trâu vắt vẻo mục đồng thổi sáo là hình ảnh của phong cảnh bình yên, nên thơ và lãng mạn của làng quê Việt. Hơn nữa, hình ảnh con trâu kéo cày trên ruộng lúa, gặm cỏ, hay đầm mình trong vũng nước là hình ảnh quen thuộc, gợi lên cảm giác thị vị thanh bình của miền quê Việt Nam. Con trâu là hình ảnh của bản chất hiền lành, cần cù của con người Việt, biểu tượng cho sức khỏe lực điền và tri thức về loài vật của người Việt về con trâu là có sớm nhất, hình ảnh con trâu được thể hiện trên tất cả các lĩnh vực của đời sống tinh thần từ hàng ngàn năm.

## Tổng quan về con trâu

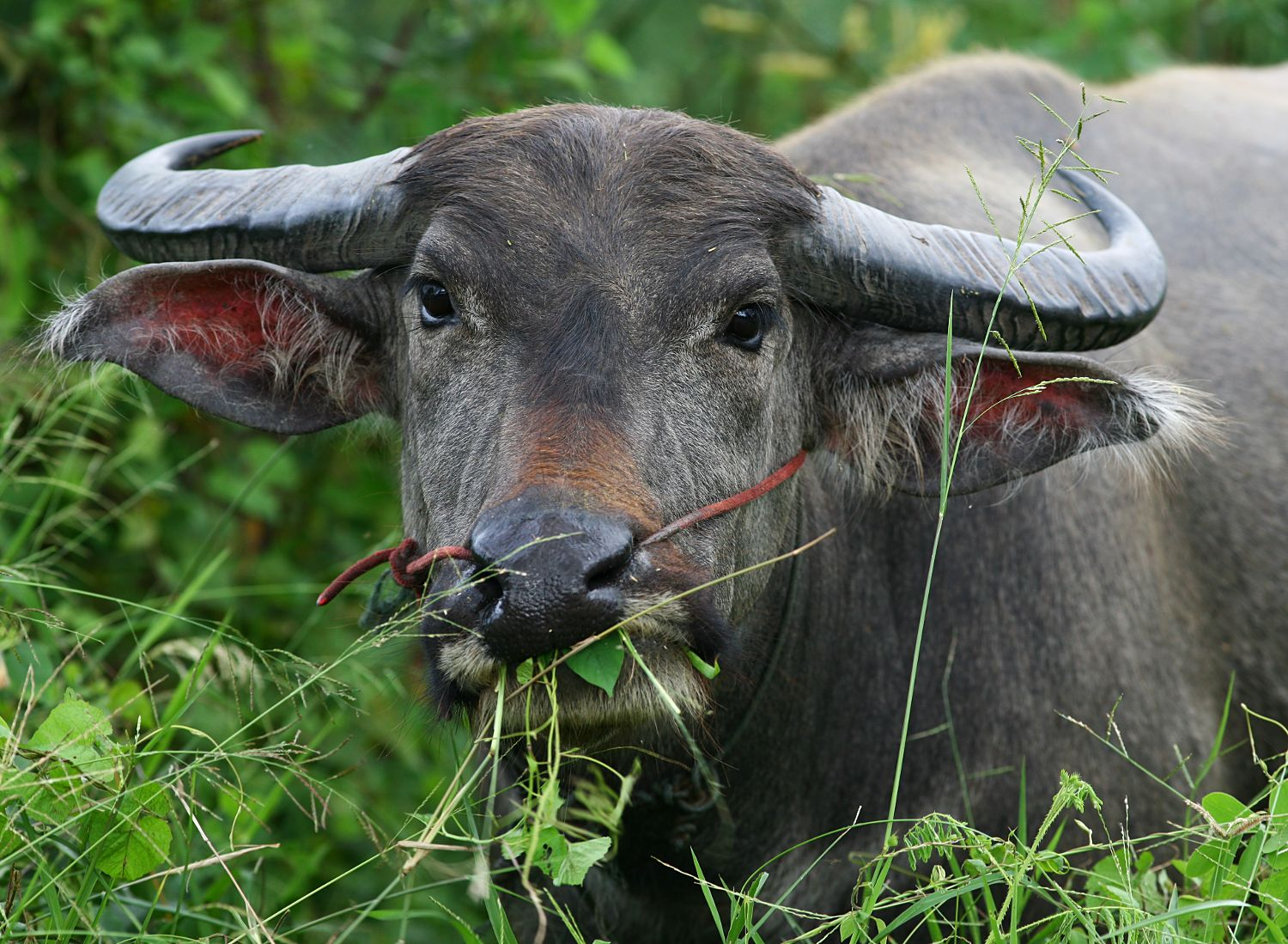
Khuôn mặt của một con trâu

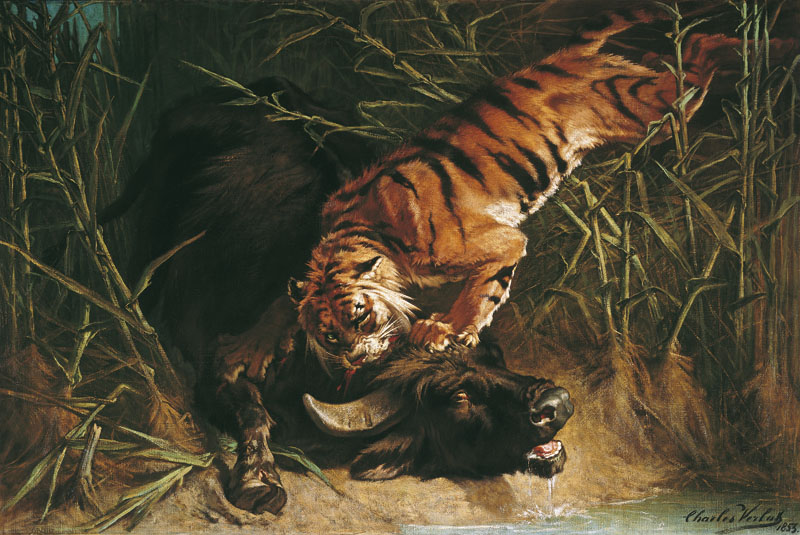
Tranh vẽ hổ vồ trâu

Trâu nói chung là một loài động vật thuộc họ Trâu bò (Bovidae) sống hoang dã ở Nam Á (Pakistan, Ấn Độ, Bangladesh, Nepal, Bhutan) Đông Nam Á, sau du nhập vào miền bắc Úc. Trâu nhà được nuôi phổ biến nhất ở vùng nhiệt đới châu Á, một số nhỏ có mặt ở Nam Mỹ và Bắc Phi châu. Trâu trưởng thành nặng khoảng từ 250 đến 500 kg. Loài trâu rừng hoang dã lớn hơn thế rất nhiều,  con cái có thể nặng 800 kg, con đực lên tới 1,2 tấn, và cao tới khoảng 1,8m. Trâu rừng châu Á có cặp sừng dài nhất trong số các loài thú có sừng trên thế giới. Trên thế giới có hai nhóm trâu: trâu rừng châu Phi (Cape buffalo) và trâu châu Á (trâu nước) là hai loài riêng biệt thuộc chi Syncerus (trâu Phi Châu) và Bubalus (trâu châu Á) ở hai vùng địa lý cách biệt.
Trâu rừng sống từ bán đảo Ấn Độ đến Trung Hoa, đầu tròn dài từ 240–300 cm, đuôi lông cứng dài 60–90 cm, vai cao từ 150–190 cm, sừng dài nhọn và cong. Trọng lượng từ 800-1200 ký, lông màu đen, xám hay nâu, có thể sống đến 25 năm, thường sống chung với nhau một bầy cùng ăn, cùng ngủ bảo vệ lẫn nhau, có những con trâu đực đầu đàn to con mạnh sừng dài nhọn chống lại các loại thú dữ khác, còn lại thì đời sống, tập tính các loại trâu rừng đều giống nhau. Trâu cái hàng năm, sinh một con nghé thời gian chửa đẻ hơn 310 ngày. Trâu rừng nhìn chung giống trâu nhà nhưng có vóc sừng rộng và dài hơn, chúng di động nhanh và nhẹ nhàng hơn trâu nhà. Ở Việt Nam, con trâu thì miền Bắc Trung Bộ gọi là con chu, tiếng Hán gọi là thủy ngưu để phân biệt với hoàng ngưu là con bò vàng, rất sợ nước.
Trâu có sừng dài, ngắn cong khác nhau để sống phù hợp với thiên nhiên, da trâu mướt láng bóng dày, tuyến mồ hôi không phát triển và không thoát ra ngoài được nhiều để hạ nhiệt cơ thể, để giải nhiệt chúng có thói quen thích đằm mình nơi nào có nước hay sình lầy, cho nên những lúc không khí mùa hè nóng sau khi cày ruộng, thân nhiệt tăng cao, oi bức khó chịu, miệng trâu thở ra bọt trắng, phải dầm mình trong nước, răng trâu chỉ có một hàm dưới, lưỡi dài quơ lá, cỏ, cả thân cây đưa vào miệng rồi nghiến bằng hàm, dạ dày trâu có bốn ngăn để chứa thức ăn và nhai lại, chân có hai móng (móng chẻ). Khí hậu ẩm thấp của rừng nhiệt đới không làm ảnh hưởng đến sức khoẻ của trâu, nhưng năm qua mùa đông ở miền Bắc Việt Nam quá lạnh đã làm cho nhiều con trâu chết rét.
Châu Á là bản địa của loài trâu với 95% tổng số trâu trên thế giới. Khoảng phân nửa số này sống ở Ấn Độ. Tính đến năm 1992, châu Á có 141 triệu con trâu. Trâu được nuôi lấy sức cày ruộng, lấy thịt trâu và sữa, sữa trâu có lượng mỡ béo cao nhất trong các loại sữa gia súc ngoài ra, da trâu còn được sử dụng để làm bịt trống và sừng trâu dùng làm tù và rồi làm thủ công nghệ như lược, cán dao, cúc áo, da trâu còn để làm giày, da trâu nấu thành a dao “ngưu dao ẩm” ngâm trong dung dịch vôi để quét tường hay pha với bột màu vẽ tranh không lem màu. Trong y học, nhiều bộ phận của con trâu có thể giúp bảo vệ sức khỏe con người, Đông y dùng răng trâu (“ngư xỉ”), nước dãi trâu (“ngưu khẩu tần”), sỏi mật, sạn mật của trâu “ngưu hoàng” sao chế làm những vị thuốc trị bệnh. Bác sĩ người Anh Edward Jener thí nghiệm đầu tiên năm 1796 cấy vaccin trên trâu thành công để chống bệnh đậu mùa.

## Trong văn hóa châu Á

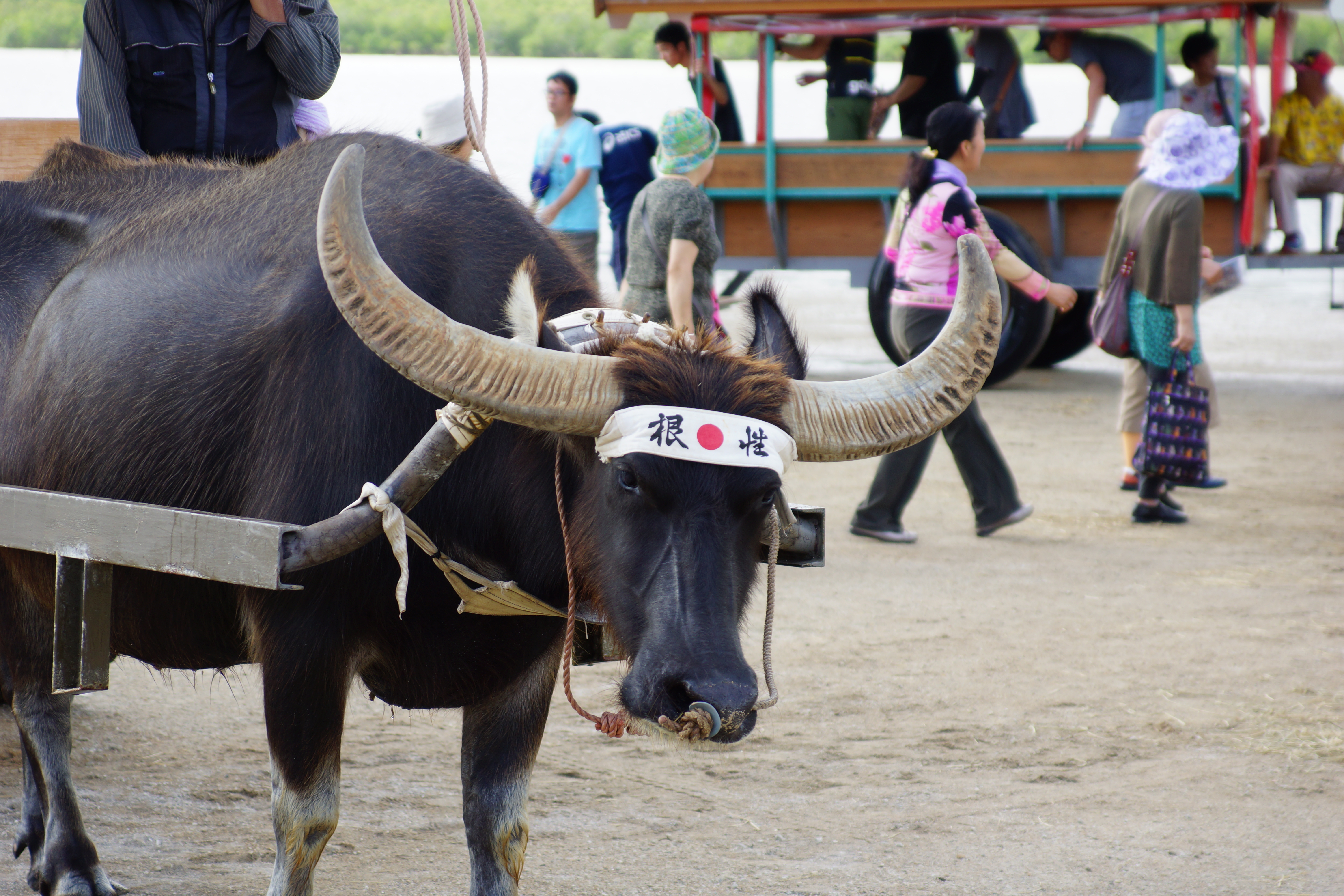
Một con trâu kéo xe ở Nhật Bản

Theo cách phân chia thời gian năm tháng ở châu Á chịu ảnh hưởng văn hóa Trung Hoa thời xưa, con Trâu cũng là một biểu tượng cho một năm Theo quan niệm từ xưa tới nay người nào sinh vào năm của hàng Địa-Chi hay hàng Thập Nhị Can Chi thì mang tuổi thuộc con vật đó. Trong 12 địa chi (thập nhị chi), trâu mang pháp danh là Sửu, đứng hàng thứ hai sau Tý, 12 con vật được đứng trong sách lịch pháp trên nay là đại diện cho các loài. Về tính âm dương, 12 con vật được chia xếp thành hai cực âm và dương đứng đan xen nhau, trong đó con trâu (Sửu) thuộc âm và có tính ôn hòa.
Tính theo âm dương, 12 con giáp được chia thành hai cực âm và dương, trong đó con trâu (Sửu) thuộc âm, Sửu trong địa chi (thập nhị chi) được kết hợp với: Ất, Đinh, Kỷ, Tân, Quý nên chỉ có những năm Sửu là: Ất Sửu, Đinh Sửu, Kỷ Sửu, Tân Sửu và Quý Sửu. Sửu dùng để chỉ thời gian từ một giờ tới ba giờ sáng (đêm năm canh ngày sáu khắc). Người phương Đông đã tìm thấy và đặt tên cho bốn chòm sao, gồm 28 ngôi sao chính gọi là nhị thập bát tú, trong đó có sao Ngưu thuộc chòm sao Huyền Vũ nằm ở phương Bắc, ứng với hành thủy, thuộc về mùa Đông. Theo quan niệm của người phương Đông thì sao Ngưu, sao Đẩu là những ngôi sao sáng và thường được ví với những người có trí tuệ trác việt.
Ở văn hóa phương Đông, một trong những tôn giáo lớn là đạo Phật có nhiều câu chuyện về trâu, mượn hình ảnh loài vật này để nói về triết lý, văn hóa, đạo lý sống, đó là tự chăn tâm mình, tự chăn tâm ngã như là thuần phục một con trâu. Biểu hiện cụ thể là bộ tranh chăn trâu gồm 10 bức với 2 dòng trâu tiệm hóa minh họa cho con đường giác ngộ của Phật giáo Tiểu Thừa và trâu toàn đen dẫn bày các yếu chỉ thiền cho người học theo tư tưởng Phật giáo Đại Thừa. Tranh Chăn Trâu Đại Thừa (Munual of Zen buddhism) của tác giả Daisetz Teitaro Suzuki minh hoạ và mười bức tranh chăn trâu vẽ con trâu và những chú mục đồng gọi là “Thập mục ngưu đồ” là mười bức họa chăn trâu nổi tiếng trong Thiền tông nói lên việc chăn trâu cho sự điều tâm, mô tả thứ tự quá trình diễn biến trong tâm thức của người vận dụng sự hành thiền trong cuộc sống. Trong đạo Phật, con Trâu mang ý nghĩa giải thoát tự nhiên, tư tại trong thế giới của Phật.
Trong các tôn giáo phương Đông, trâu thường được sử dụng như một ẩn dụ cho quá trình tu tập, vượt qua khó khăn để đạt đạo. Nó là vật cưỡi của Lão Tử, sau khi truyền đạo xong, ông cưỡi trâu đi về hướng Tây và biến mất. Đạo Phật cũng có nhiều sự tích liên quan đến trâu. Người ta cho rằng, trong thời gian 49 ngày thiền định của Đức Phật Thích Ca Mâu Ni, ông đã được thôn nữ Sujata dâng cúng cháo sữa trâu và nhờ đó sức khỏe được hồi phục nhanh chóng. Phật giáo Thiền tông có bộ tranh kệ nổi tiếng là Thập mục ngưu đồ (Mười bức tranh chăn trâu), tương ứng với 10 bước tu đạo: Tìm trâu, Thấy dấu, Thấy trâu, Bắt trâu, Chăn trâu, Cưỡi trâu về nhà, Quên trâu còn người, Người và trâu đều quên, Trở về nguồn cội, Thõng tay vào chợ. Tuệ Trung Thượng Sĩ Trần Tung thì coi con trâu đất chính là Phật, bậc cao nhân ấy đã tìm thấy ở con trâu những đặc trưng phù hợp với đạo lý sâu xa của mình.
Tại Hàn Quốc, con trâu có vị trí vững vàng trong văn hóa, hình tượng con trâu được phác họa với những ý niệm tích cực của lòng vị tha, trắc ẩn và trung thành, bởi mối gắn kết lâu dài với con người, nhiều câu chuyện xa xưa kể về các gia đình phải bán trâu làm lộ phí cho con đi học và con trâu được coi là tài sản giá trị nhất của người nông dân. Hình ảnh con trâu cũng quan trọng với văn hóa Nhật Bản, con trâu được đưa vào thơ ca hay những tác phẩm điêu khắc, con trâu còn là một biểu tượng tôn giáo, được thờ cúng và xính mừng trong nhiều dịp lễ vì theo người Nhật thì con trâu có mối liên kết khá chặt chẽ với đạo Phật, hiện thân của con trâu trong Phật giáo Nhật Bản bắt nguồn từ Đạo giáo và bản tính của trâu hiền lành, siêng năng, nhẫn nại, tượng trưng cho tính thiện, bản chất của chúng sinh với niềm tin rằng ai cũng có thể được giác ngộ.

## Văn hóa Trung Quốc

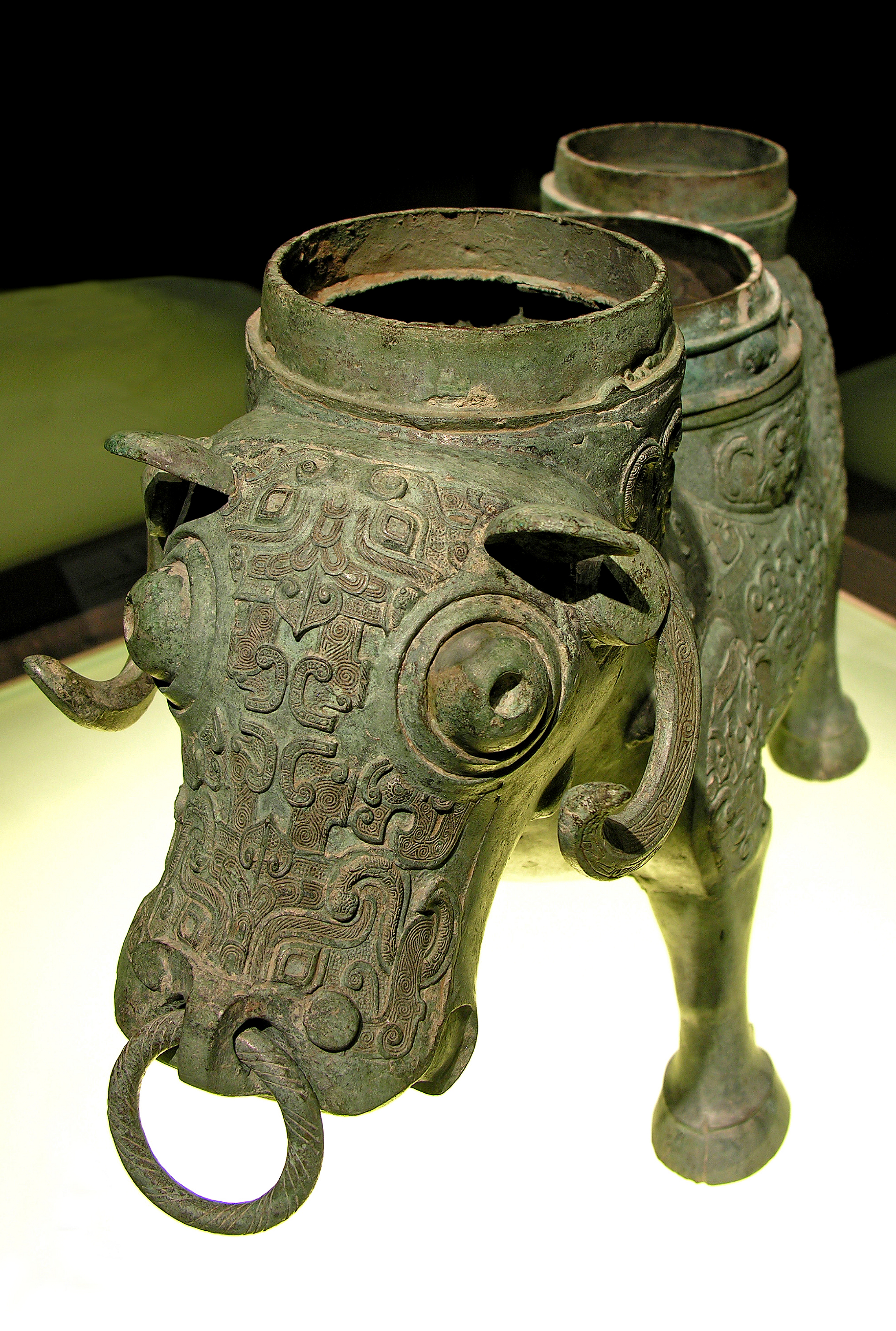
Cổ vật hình hiệu thú dạng trâu ở Trung Quốc

Trâu trong chữ Hán được viết là "牛" (âm Hán Việt: ngưu/ngầu). Trong tiếng Hán hiện đại chữ "ngưu" (牛) còn được dùng để chỉ con bò, để phân biệt người Trung Quốc còn gọi con trâu là "thủy ngưu" (水牛) tức trâu nước, con bò là "hoàng ngưu" (黃牛) tức bò vàng. Nghĩa gốc của chữ "ngưu" là chỉ con trâu. Hình thức nguyên thủy của chữ "ngưu" (牛) là hình đầu trâu do con trâu đã từng sống tại vùng Trung Nguyên vào thời nhà Thương. Khi đó vùng Trung Nguyên có khí hậu ấm áp hơn ngày nay, thích hợp cho các loài động vật nhiệt đới và á nhiệt đới sinh sống. Tại vùng Trung Nguyên người ta đã khai quật được xương trâu, văn khắc có nhắc đến trâu, đồ đựng bằng đồng hình con trâu thời nhà Thương.
Với người Trung Quốc, con trâu cũng đóng một vai trò quan trọng trong đời sống của họ trên nhiều phương diện văn học, hội họa, ca dao, tục ngữ, phong tục. Người ta quan niệm trâu là thánh vật nên thường dùng làm vật tế lễ, là biểu tượng cho cầu nối giữa trời và đất, người và tiên để cho thần tiên ban phước lành cho mưa thuận gió hòa, mùa màng bội thu, nhân gian an bình. Trâu còn được coi là tượng trưng cho sự tốt lành, ai mơ trâu vàng đến nhà là điềm phú quý, cưỡi trâu vào thành là có hỉ sự, trâu sinh nghé là tâm thành ý nguyện.
Trâu còn biết đến trong tín ngưỡng như: Đầu trâu, mặt ngựa (Ngưu đầu, Mã diện-牛头-马面) là hai sinh vật thuộc hạ của Diêm Vương chuyên thực hiện việc hành hạ, tra tấn kẻ có tội ở địa ngục, trong hoàn cảnh văn hóa Hán thì tả cảnh hai con vật trâu, ngựa thuộc hạ của Diêm Vương, điều này cũng khá gần gũi trong quan niệm tín ngưỡng của người Việt Nam, khi những sứ giả “đầu trâu mặt ngựa”, giám hộ của Diêm Vương, thường dẫn lối người chết xuống âm phủ. Trong Tây Du Ký có nhân vật Ngưu ma vương là vua của các loài trâu (thực ra nó Ngưu Ma vương là con bò).
Ngoài ra còn có truyền thuyết Ngưu lang Chúc nữ với chiếc cầu Ô Thước (Ô là con quạ, Thước là con chim Khách) kể Ngưu Lang là vị thần chăn trâu của Thượng đế vì say mê một tiên nữ dệt vải tên là Chức Nữ, nên bỏ bê việc chăn trâu. Chức Nữ cũng vì mê tiếng sáo của Ngưu Lang nên trễ nải việc dệt vải. Ngọc Hoàng giận, bắt cả hai phải ở cách xa nhau, người đầu sông Ngân kẻ cuối sông. Sau đó, Ngọc Hoàng thương tình nên cho hai người mỗi năm được gặp nhau một lần trên cầu Ô Thước vào đêm mùng 7 tháng Bảy. Lúc chia tay nhau cả hai đều khóc, nước mắt của họ rơi xuống trần gian thành cơn mưa nhẹ gọi là mưa Ngâu: Mồng bảy tháng bảy mưa Ngâu/Con trời lấy chú chăn trâu cũng buồn.
Theo truyền thuyết trâu đã giúp vua Vũ nhà Hạ trị thủy. Thời Chiến Quốc, có Tử Đồi là con vua Chu Trang Vương nuôi hàng trăm con trâu cho ăn gạo thóc, mặc gấm vóc, lại có kẻ hầu người hạ. Họ ca ngợi nghề chăn trâu của những Sào Phủ, Nịnh Thích. Trên đồ đất nung từ thời Thương Chu đã có hoa văn hình trâu. Đời Tiền Hán có nhiều tượng trâu bằng đồng, nhất là vùng Vân Nam Theo truyền thuyết thì trâu biểu hiệu sự sống lâu. Lão Tử soạn Đạo Đức Kinh khi về già nhận thấy chính sự của vương quốc đang tan rã đã cưỡi trâu xanh đi về hướng Tây qua đồi núi đến nước Tần và từ đó mất dạng. Có bức tranh vẽ nhà hiền triết Lão Tử cưỡi Trâu xuyên khắp cánh đồng đi về hướng Tây. 

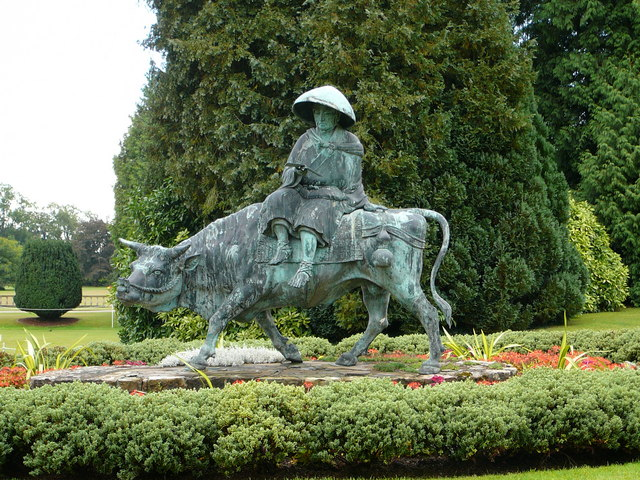
Tượng Lão Tử cưỡi trâu

Trâu còn là vật cưỡi của viên tướng Hoàng Phi Hổ. Quân sư Tôn Tẩn thường ngồi xe, còn có giai thoại ông cưỡi trâu ra trận. Lịch sử Trung Quốc còn nhắc về "Hỏa ngưu kế" (Ngưu chiến), thời chiến quốc cũng có ghi lại chuyện Điền Đan dùng hỏa ngưu kế đánh bại quân địch, khi Điền Đan khi bị quân Yên vây thành, nhờ thu trong thành được hơn một nghìn con trâu, lấy vải quấn lên mình trâu, vẽ vằn rồng ngũ sắc, buộc mũi nhọn ở đầu sừng, cột cỏ khô, bông lau tẩm dầu mỡ vào đuôi như một cái chổi lớn. Sai dân chúng đào thành mấy chục chỗ làm hang, ban đêm dồn trâu chui qua hang ra ngoài thành rồi đốt những bó cỏ sau đuôi trâu, đuôi trâu cháy nóng, trâu nổi điên xông vào quân Yên, cùng năm ngàn binh sĩ phá trại quân đối phương khiến quân Yên thua trận.
Trong thời kỳ Tam Quốc, ở lần Lục xuất Kỳ Sơn, thừa tướng Gia Cát Lượng đã xem trong binh pháp dùng “mộc ngưu lưu mã” mà chế ra những con trâu gỗ, ngựa máy và chế tạo và sử dụng sử dụng Trâu gỗ, ngựa máy để vận chuyển lương thảo cho quân Thục, khi gắn cái lưỡi vào thì trâu gỗ cử động để vận chuyển lương thực trong thời gian đánh với Tư Mã Ý. Khi Tào Tháo vượt qua sông vị bỗng bị Mã Siêu đuổi theo khiến Tào Tháo bị nguy kịch dù tướng Hứa Chử hết lòng bảo vệ. Đứng trên núi viên tri huyện Vi Nam là Đinh Phỉ bèn sai lính mở cổng trại thả hết trâu ra. Quân Mã Siêu đua nhau cướp trâu, quên việc đuổi đánh, thành ra Tào Tháo được trâu thế mạng và thoát nạn.
Nhiều địa phương trên đất nước Trung Quốc vẫn duy trì tục trâu xuân, người ta đắp hình con trâu bằng đất hoặc làm bằng giấy cao 4 thước, dài 8 thước, tượng trưng cho 4 thời trong 8 tiết. Con trâu mô hình này được rước rất long trọng kèm theo các hoạt động vui chơi như ca hát, múa, rước đèn lồng gọi là xuân ngưu (trâu mùa xuân), sau đó lấy roi vừa quất vào nó vừa đọc lời chúc an lành. Các dân tộc thiểu số khác còn tổ chức nhiều lễ như lễ Ngưu vương, cúng Ngưu vương để cầu con, phòng bệnh, đuổi tà ma.
Mỗi dân tộc ở Trung Quốc lại có cách thức, nghi lễ liên quan đến con trâu khác nhau như:
- Người dân tộc Choang có ngày Lễ hồn trâu vào mùng 8-4 âm lịch, nhà nhà dọn sạch sẽ chuồng trâu, các cô gái đưa trâu đi tắm rồi dắt về đi quanh bàn ăn một vòng, sau đó cho trâu ăn bánh ngũ cốc, còn trẻ em thì buộc lên sừng trâu giấy đỏ cầu may.
- Dân tộc Động có Lễ tắm trâu vào ngày 6-6 âm lịch, người ta mổ gà, vịt làm cỗ ăn mừng rồi lấy lông cắm vào chuồng trâu để chúc cho trâu sức khỏe, bình an. Cứ đến đầu tháng 10 âm lịch
- Người Miêu ở Vân Nam lại diễn tục Trát sừng trâu, trẻ em lấy bánh nếp nướng trát đầy lên sừng trâu rồi cắm kèm theo 2 quả ớt đỏ. Người Miêu cho rằng trâu được trát sừng khi đi uống nước sẽ nhìn được bóng mình và sẽ biết người chủ rất nhớ ơn nó.
- Dân tộc Bu-y thì có lễ cúng thần mạ và thần trâu…
- Người dân vùng Hải Châu ở Giang Tô vào tháng giêng có Lễ hội Ngưu Lang với tiết mục hát bội, thắp hương, đốt pháo cầu cho người và trâu tránh được mọi tai ương.

## Trong văn hóa Việt Nam

### Vai trò của con trâu

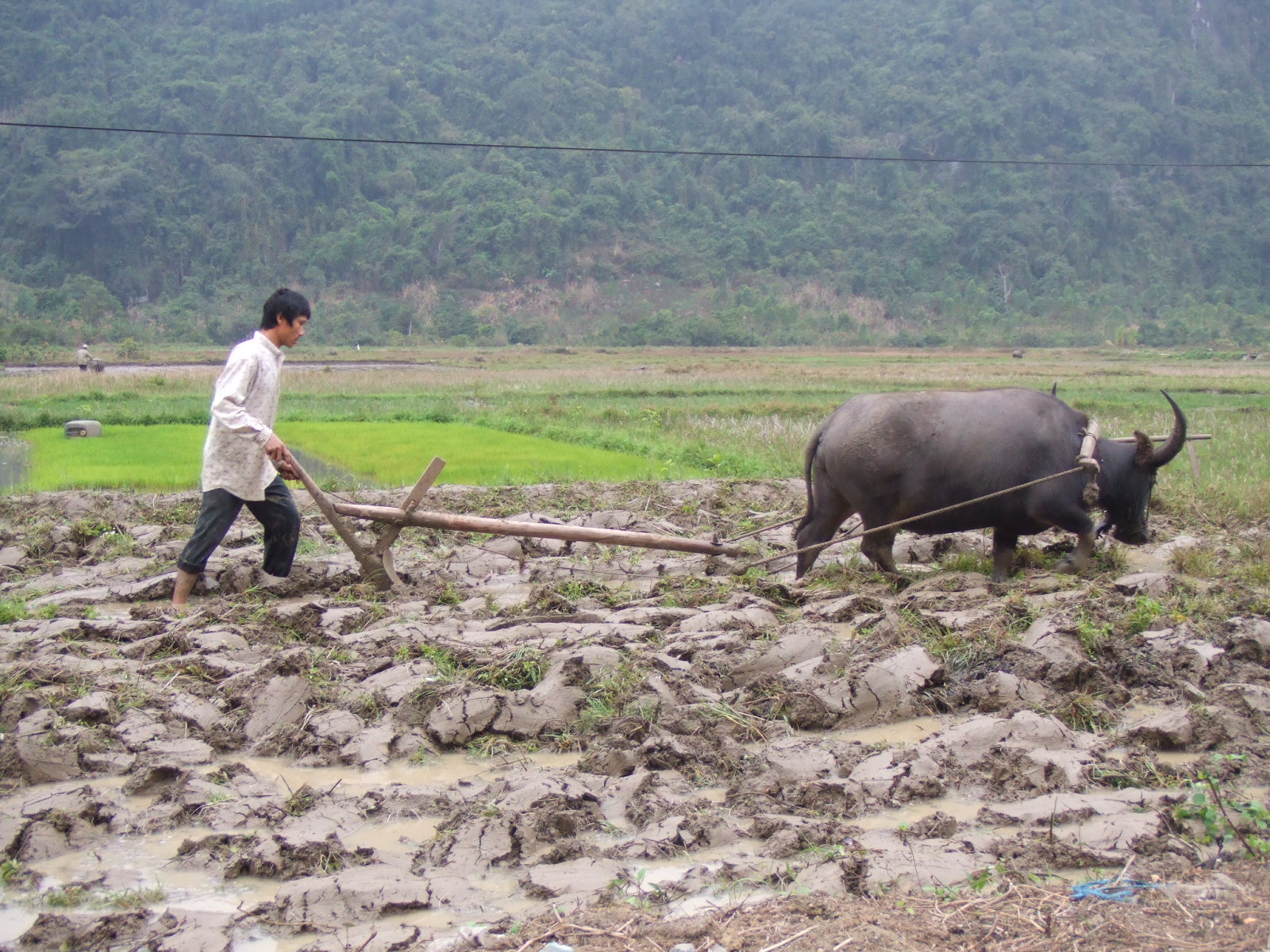
Con trâu đi trước, cái cày theo sau ở Việt Nam

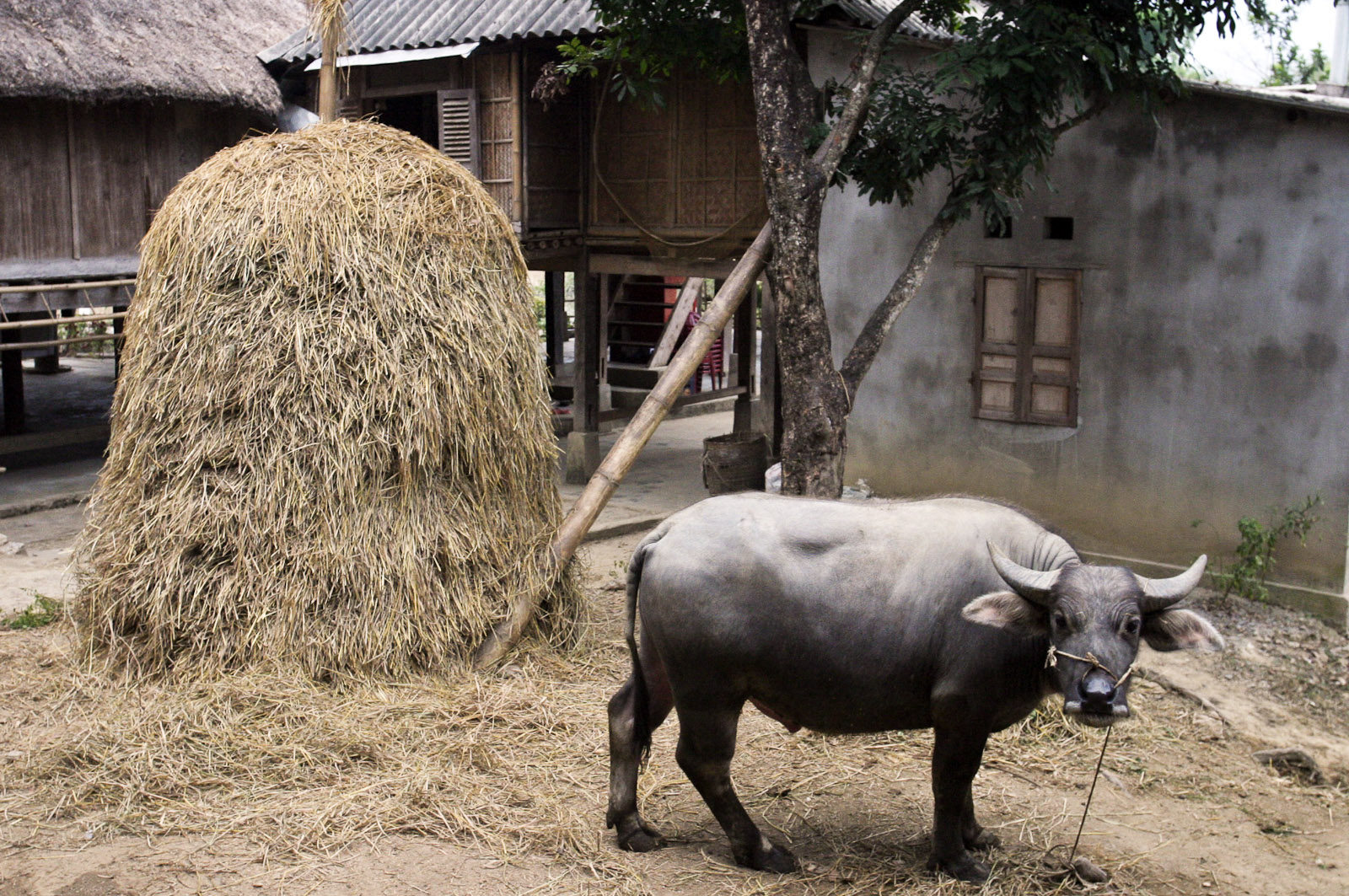
Con trâu, biểu tượng của nông thôn Việt

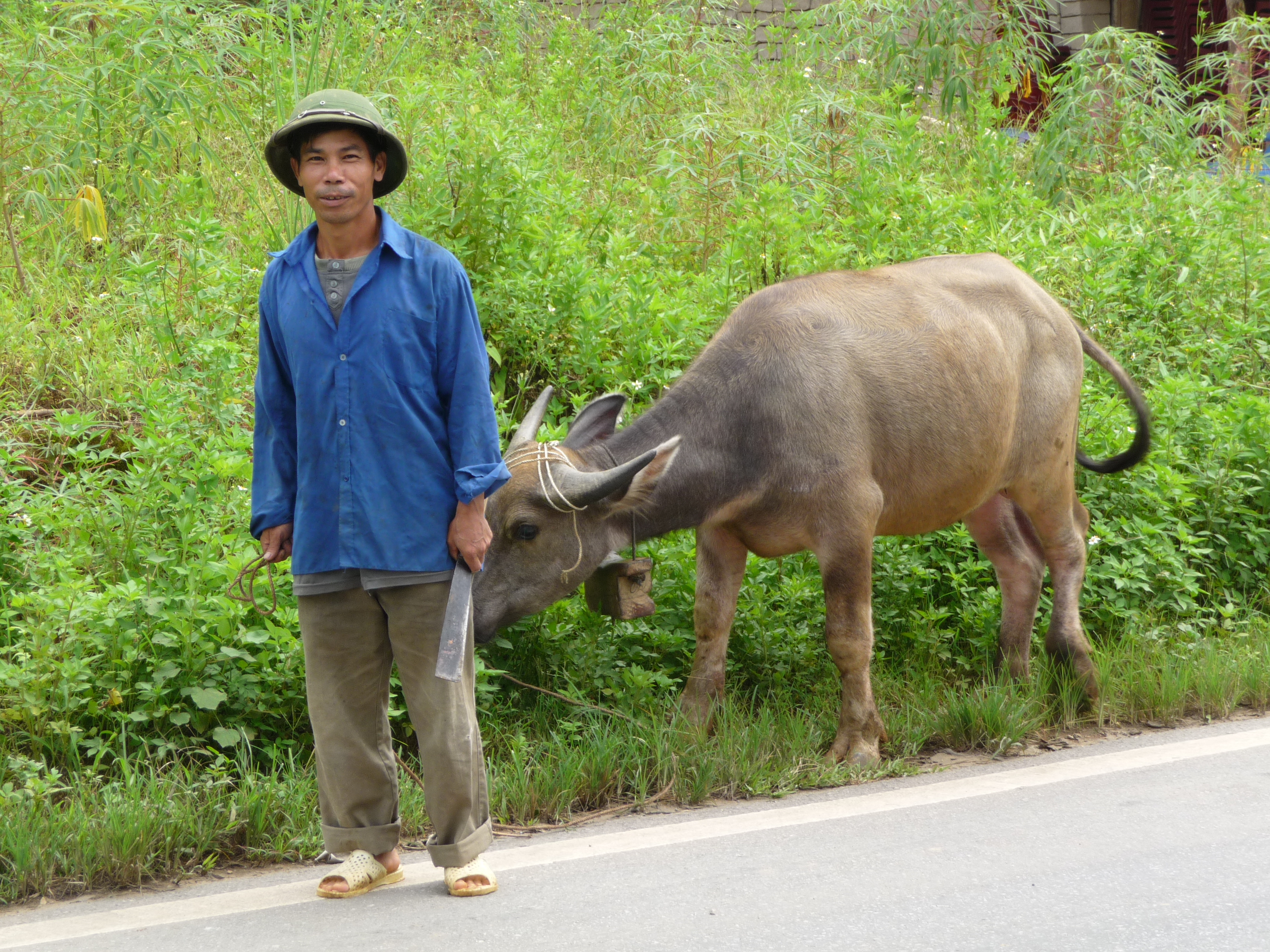
Con trâu ở Lào Cai

Trong đời sống vật chất và tinh thần nhiều tộc người thuộc nhóm Bách Việt cư trú và canh tác lúa nước ở vùng Đông Nam Á nói chung, ở Việt Nam nói riêng, con trâu rất gần gũi, gắn bó mật thiết với người nông dân. Trong văn hóa dân gian dân tộc Kinh mà tiền thân là người Lạc Việt và người Âu Việt, con trâu (thủy ngưu) được thức nhận, được chiêm nghiệm sâu sắc và đa dạng, đa chiều. Tri thức về con trâu xuất hiện sớm nhất trong tri thức về loài vật của người Việt. Hình ảnh con trâu được thể hiện trên tất cả các lĩnh vực của đời sống tinh thần và lao động sản xuất từ hàng ngàn năm, con trâu vừa là công cụ sản xuất, sức kéo, vừa là bạn của nhà nông đã đi vào ca dao tục ngữ trở thành hình ảnh đẹp đẽ gắn bó với con người.
Người nông dân sử dụng trâu vào mục đích cày kéo (cày ruộng, kéo xe, kéo mật, kéo gỗ) sinh sản, nuôi lấy thịt, nuôi làm vật cúng tế (lễ đâm trâu), làm vật thi đấu (chọi trâu). Thời nhà Lý-nhà Trần, với chính sách trọng nông, khuyến nông, Nhà nước phong kiến rất quan tâm tới việc bảo vệ nguồn sức kéo. Năm 1123, vua Lý Nhân Tông xuống chiếu nhắc nhở: Trâu là con vật quan trọng cho việc cày cấy, lợi cho người. Từ nay cấm không được giết trâu ăn thịt. Ai làm trái thì trị tội theo pháp luật. Luật Hình như (thời Lý), Hình luật (thời Trần) đều có những điều khoản cụ thể quy định hình phạt về tội ăn trộm và giết hại trâu bò, những nhà láng giềng biết mà không tố giác cũng bị trừng phạt. Vào đầu xuân, theo lệ, nhà vua thân chinh làm lễ tế Thần nông và cày ruộng Tịch điền, trâu cày ruộng tịch điền phải là trâu đực.
Cùng với cây lúa nước, trâu cũng gắn liền với nền văn minh lúa nước Việt Nam và cả Đông Nam Á. Trâu đã trở thành linh vật của SEA Game 22 năm 2003, hình tượng trâu vàng đã từng là biểu tượng của thể thao Việt Nam Con Trâu Vàng được chọn làm linh vật của Sea Games 22 tổ chức tại Việt Nam năm 2003, biểu tượng vui của SEA Games 22 được đặt tên là Trâu Vàng, với bản chất hiền lành, hoà đồng và chăm chỉ, hình ảnh con trâu gần gũi, thân mật với người dân trong nền văn minh lúa nước của Việt Nam và các nước Đông Nam Á. Trâu Vàng (còn gọi là Kim Ngưu) gắn với sự tích Hồ Tây ở Hà Nội, Trâu Vàng tượng trưng cho ước vọng về mùa màng tốt đẹp, ấm no, hạnh phúc, sức mạnh và tinh thần thượng võ của người Việt.
Con trâu đi vào văn hóa Việt trở thành hình ảnh quen thuộc, một mã biểu trưng cho sự chăm chỉ, hiền lành, khỏe mạnh, chất phác, là hình ảnh cần cù, chăm chỉ, cực nhọc và khoẻ mạnh, khi chỉ về sức khỏe người ta nói là khỏe như trâu (hay khỏe như vâm). Chúng cho sức kéo cày nặng nhọc, trâu còn cung cấp thịt và sữa. Thành ngữ con trâu là đầu cơ nghiệp nói lên vị trí vai trò quan trọng của con trâu đối với nhà nông. Con trâu là biểu tượng cho tinh thần cố kết và sức mạnh cộng đồng, dù bản tính hiền lành, nhiều khi quá thật thà nên phải chịu thiệt thòi, song trâu cũng là một loài vật dũng cảm, thiện chiến, không dễ bắt nạt vì với sức khỏe kinh ngạc và cặp sừng cong vút lợi hại, một tráng sĩ cừ khôi, câu chuyện "Trâu đoàn kết giết hổ" là một bài học về tinh thần đoàn kết, hiệp đồng sức mạnh để chống lại kẻ thù.
Con trâu mang một nét văn hóa đồng quê bình dị, hay trong thôn xóm mộc mạc. Con trâu vốn gắn liền với tuổi thơ của trẻ em tại nông thôn qua hình ảnh của những chú bé mục đồng, những sinh hoạt chăn trâu hay len trâu thì rất gần gũi, vui đùa với trâu, tắm trâu, cưỡi trên lưng trâu, thả diều, bên lũy tre đầu làng, bên những vựa lúa chín vàng, những trẻ em chăn trâu còn gọi là trẻ trâu. Con trâu còn gắn liền với tuổi thơ của trẻ em nông thôn tắm trâu, cưỡi trâu, ra đến miền quê chúng ta thấy hình ảnh quen thuộc của những chú bé mục đồng chăn trâu "Ai bảo chăn trâu là khổ", qua ca dao còn có chuyện thằng Bờm và thằng Cuội chăn trâu: Thằng Cuội ngồi gốc cây đa/Bỏ trâu ăn lúa, gọi cha ời ời/Cha còn cắt cỏ bên trời/Mẹ còn cưỡi ngựa đi chơi cầu vồng và  Thằng Bườm có cái quạt mo/Phú ông xin đổi ba bò chín trâu. 

### Trong lịch sử
Trong những câu chuyện cổ tích có sự hiện diện của con trâu sớm nhất là câu chuyện Trí khôn của ta đây. Trong truyện dân gian, con trâu là hình tượng ẩn dụ tượng trưng cho trí khôn của con người, qua truyện “Trí khôn của ta đây” dân gian đã mượn hình ảnh con trâu cười lăn đến mức gẫy răng hàm trên và cảnh con hổ bị trói, bị lửa đốt để ngầm khẳng định con người có trí khôn cho nên có sức mạnh hơn loài mãnh thú dù là chúa sơn lâm hung dữ nhất. Y nghĩa của truyện cười “Trí khôn của ta đây” lý giải đặc trưng của hai loài vật, hổ có da màu vàng, có vằn (vì bị đốt) còn trâu chỉ có một hàm răng (vì cười nhiều). Ngoài chủ đề ca ngợi “trí khôn” của người còn cho thấy trâu là bạn bè thân thiết, tin cẩn của nhà nông.
Thời kỳ Vua Hùng, con Trâu góp phần xây dựng căn bản cho nền văn minh nông nghiệp trồng cấy lúa mạ, đó cũng là hình ảnh ăn sâu vào đời sống trong dân gian Việt Nam miền thôn quê đồng ruộng. Tượng Trâu bằng đất nung được giới khảo cổ học tìm thấy trong di chỉ Đồng Đậu cách đây hơn ba ngàn năm. Trên mặt trống đồng Bắc Lý (Hiệp Hòa) còn chạm khắc hình ảnh hội đâm trâu của người Việt cổ, ở buổi đầu dựng nước có nhiều tượng trâu ở di chỉ Đình Chàng. Truyền thuyết của thời kỳ thần thoại ở Việt Nam có sự tích hồ Trâu Vàng-hồ Tây (Hà Nội). Theo huyền sử ngày xưa Đinh Bộ Lĩnh thuở để tóc ba chỏm đã cùng đám trẻ chăn trâu trong vùng Hoa Lư cưỡi trâu rước cờ lau tập trận đây là một vị vua xuất thân từ hình ảnh chú bé mục đồng. Sau này còn có câu chuyện Trạng Quỳnh cho đấu trâu với Tàu, thắng về mưu trí, trâu Tàu to hung dữ nhưng phải chạy thua trước một con trâu nghé.
Tượng trâu đất nung được tìm thấy trong các di chỉ Đồng Đậu (niên đại hơn 3.000 năm). Là tài sản quý (vật chất), lại gần gũi (tinh thần) nên trâu được “thiêng hóa” thành vật hiến sinh trong các nghi lễ, hội hè. Hình ảnh lễ hội chọi trâu của người Việt cổ được khắc chạm trên trống đồng. Nhưng đậm nhất là hình ảnh mục đồng có trong đủ mọi loại hình nghệ thuật dân gian. Về hội họa thì sớm nhất có lẽ trong sách “Giao châu ký” (thế kỷ thứ III) phác vẽ hình một mục đồng thổi sáo trên lưng trâu. Trong điều khắc thì có các phù điêu gỗ đình làng có từ thế kỷ 15 với nhiều hình ảnh trẻ chăn trâu rất có hồn, gần gũi, ấm áp, từ nghệ thuật điêu khắc cho thấy quan niệm của mỗi thời về nghề nông.

### Trong cuộc sống

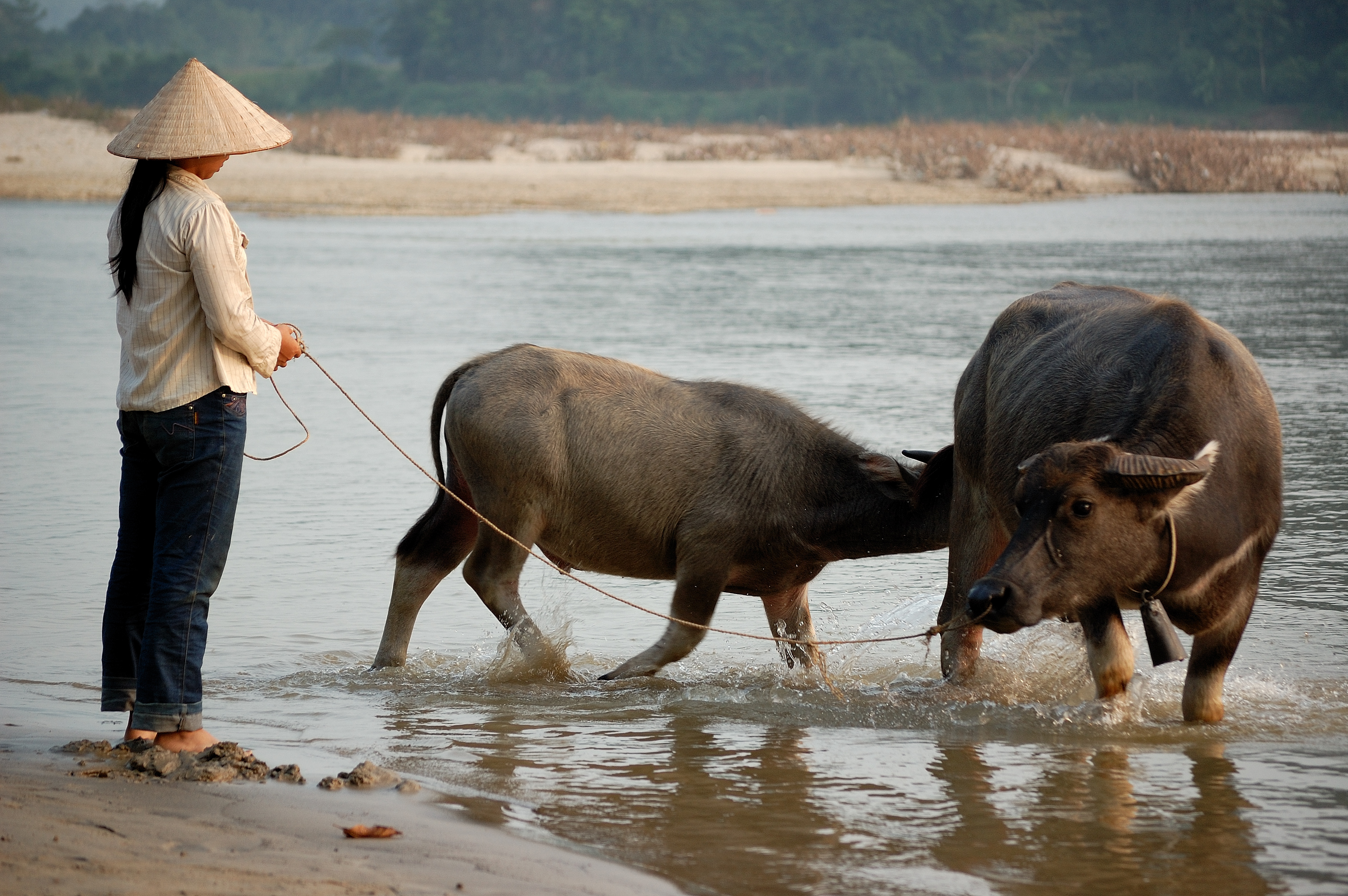
Con trâu là biểu tượng của làng quê Việt

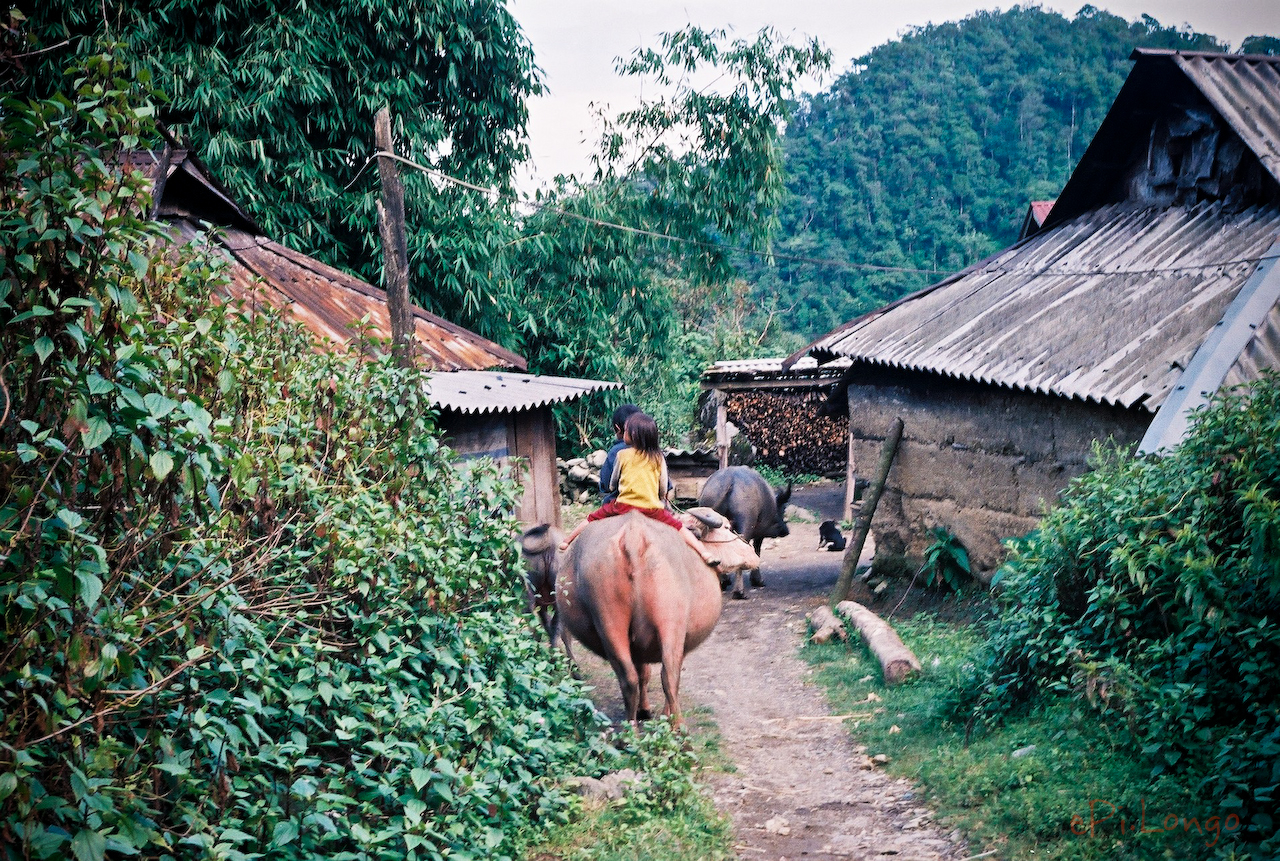
"Lạc nhà nắm đuôi chó, lạc ngõ nắm đuôi trâu"

Sự gần gũi đã tạo nên quan hệ gắn bó của người với trâu và quá trình lao động bên nhau cùng những nét tương đồng về số phận, tính cách giữa người nông dân và con trâu là yếu tố khiến cho trâu và người trở thành đôi bạn thân thiết, thủy chung. Con trâu hiền lành chăm chỉ, vất vả một nắng hai sương như người, trâu cũng thật thà, chất phác, chịu thiệt thòi do "trâu chậm uống nước đục". Cũng do gắn bó với con người nên trâu xuất hiện trong nhiều câu ca với thân phận lam lũ: "Kiếp trâu ăn cỏ, kiếp chó ăn dơ"; "Trâu chết mặc trâu, bò chết mặc bò"; "Trâu lành chẳng thấy ai mừng, trâu ốm lắm kẻ mài dao"; "Trâu có đàn, bò có lũ", và "thân trâu, trâu lo; thân bò, bò liệu".
Do gắn bó mật thiết với người nông dân nên con trâu được con người suy ngẫm, định lượng thành bậc thang giá trị văn hóa rất đa chiều, gắn với phong tục, tập quán, lối sống, nhân sinh quan cư dân nông nghiệp lúa nước, chẳng hạn để chỉ người làm khỏe, dân gian có câu: “Làm như trâu húc mả”; để chỉ loại lính tráng cậy thế quan trên giết người cướp của không ghê tay, dân gian có thành ngữ: “Đầu trâu mặt ngựa”; để chỉ kẻ dốt nát, không tinh tế khi thưởng thức âm nhạc, có thành ngữ: “Đàn gảy tai trâu”; chỉ sự ghen ghét, đố kị, có câu: “Trâu buộc ghét trâu ăn”; chỉ người quá lứa, nhỡ thì, có câu: “Trâu quá xá, mạ quá thì”, tục ngữ dân tộc Kinh có câu: “Trâu chết để da, người ta chết để tiếng”.
Người nông thân mật giúp đỡ lẫn nhau, bà con hàng xóm trở thành gắn bó với nhau, cảm thấy cuộc sống thoải mái, thân thương với môi trường sinh hoạt đầy tình làng nghĩa xóm. Đời sống nông nghiệp quanh năm vất vả, nên nhà nông thường ăn Tết lâu hơn thành thị, họ chọn tháng tư để đi mua bò trâu lo cho việc cày cấy: Tháng giêng là tháng ăn chơi/Tháng hai trồng đậu, trồng khoai, trồng cà/Tháng ba thì đậu đã già/Ta đi ta hái về nhà phơi khô/Tháng tư đi tậu trâu bò/Để ta sắm sửa làm mùa tháng năm. Tục ngữ cũng thường ví von về trâu, với những lợi ích thực tế như: muốn giàu nuôi trâu cái, muốn lụn bại nuôi bồ câu. Hàng năm trâu nái đẻ một con nghé có thể bán hay nuôi lớn để cày bừa, loại chim bồ câu chỉ ăn hại (luá thóc đi đâu bồ câu theo đó), người ta dùng biểu tượng con bồ câu cho hoà bình vì nơi nào giàu có no ấm dư thừa lúa gạo thì có bồ câu.
Đôi khi, hình ảnh trâu được xuất hiện trong những sắc thái không mấy tích cực: "Trâu buộc lại ghét trâu ăn" chỉ về  sự ganh ghét lẫn nhau hay "Việc để lâu tựa cứt trâu hóa bùn"; "Sừng trâu cong khó uốn, kẻ ương ngạch khó dạy thành người"; hay "Đầu trâu mặt ngựa" là thành ngữ chỉ hàm nghĩa tiêu cực chỉ loại người bất lương vốn có từ thành ngữ Trung Hoa (ngưu đầu mã diện) tiếp biến sang văn hóa Việt hay "Ngưu tầm ngưu, mã tầm mã" chỉ về những kiểu kết bạn thiếu trong sáng. Có người lại “cưa sừng làm nghé” đã có tuổi, đã già câng lại giả vờ ngây thơ, non tơ, Những người lớn tuổi thích lấy vợ trẻ, người ta gọi trâu già thích gặm cỏ non.
Có những chê trách hài hước mà không kém sâu cay những người thích thể hiện những gì không đúng với mình “mài sừng cho lắm cũng là trâu”. Lại có phê phán những hành động thiếu cân nhắc, tính toán sẽ chẳng có kết quả tốt “Hùng hục như trâu húc mả” hay trong những liên quan xã hội như: "trâu bò húc nhau ruồi muỗi chết", câu "trâu chậm uống nước đục, trâu ngờ ăn cỏ béo"; trâu cổ cò, bò cổ giải; trâu chết mặc trâu, bò chết mặc bò, củ tỏi giắt lưng; trâu dắt ra, bò dắt vào; trâu trắng đi đâu mất mùa đến đấy; trâu đi tìm cọc, cọc chẳng tìm trâu; trâu ho bằng bò rống; trâu khoẻ chẳng lo cày trưa; bụng trâu làm sao, bụng bò làm vậy; trâu lành không ai mặc cả, trâu ngã khối kẻ cầm dao.
Danh từ trong tiếng Việt thì Trâu con gọi là nghé. Trâu giống cái gọi là trâu nái. Địa danh Bến Nghé nay vẫn lưu truyền vùng Sài Gòn. Có các địa danh mang tên trâu như Bến Nghé, Hà Nội có sông Kim ngưu, núi Cấm (Bảy núi) thuộc xã An Hào có miếu thờ “trâu dũng nghĩa”. Sau này thời hiện đại có tác phẩm tác phẩm Mùa Len Trâu trong tập truyện Hương Rừng Cà Mau của nhà văn Sơn Nam, kể về cuộc sống của những người nông dân miền Nam vào đầu thế kỷ XX, len" trong tiếng Miên có nghĩa là "đi tự do", "len trâu" có nghĩa là cho trâu đi tự do. Đạo diễn Nguyễn Võ Nghiêm Minh sản xuất phim Mùa len trâu (Buffalo Boy) dựng phim theo truyện Hương rừng Cà Mau của cố nhà văn Sơn Nam, phim diễn tả lại đời sống của những người nông dân miền Nam đầu thế kỷ 20, vào mùa nước lũ phải vất vả dắt trâu sang vùng khác tìm cỏ cho trâu ăn.

### Trong tạo hình

Tranh Đông Hồ vẽ về trâu

Con trâu trong hội họa Việt Nam thể hiện từ những nét in khắc dung dị của tranh Đông Hồ đến nét vẽ hiện thực, tượng trưng và bán trừu tượng, được thể hiện với nhiều chất liệu từ tranh lụa, tranh sơn mài và nhiều nhất là tranh sơn dầu và đặc biệt là qua Tranh Đông Hồ. Trong tranh của Đông Hồ còn ghi nhận hình ảnh con trâu đi sát với sinh hoạt làng quê, có những chú bé mục đồng tóc để tóc chỏm thổi tiêu trên lưng trâu giữa những cánh đồng lúa chín vàng, hay bên những lũy tre xanh có những con trâu được nghỉ ngơi nhai cỏ sau những giờ làm lụng vất vả.
Trong cách vẽ tranh trâu làm cho hình ảnh con trâu sống động hơn, gần gũi hơn. Hình ảnh con trâu sau đó cũng đi vào hội họa Việt Nam với các tác phẩm trâu của nhiều họa sĩ như Nguyễn Sáng với bức Chọi trâu, rồi họa sĩ Nguyễn Tư Nghiêm với bức tranh Con nghé (1957), trong tranh Bùi Xuân Phái cũng có bóng dáng của con trâu Trên đồng tiền Đông Dương thời thuộc điạ của Pháp, cũng như tiền của Ngân hàng Quốc Gia Việt Nam đều in hình con trâu, đến thời kỳ CHXHCNVN trên tờ tiền vẫn có hình con trâu.
Hình con trâu chạm khắc khá phổ biến ở những đình, miếu cổ xuất hiện từ lâu đời, trâu còn xuất hiện trong điêu khắc kiến trúc gỗ đình làng thế kỷ XVII-XVIII ở Bắc Giang. Đình Khả Lý Hạ, xã Quảng Minh (Việt Yên) được xây dựng từ thế kỷ XVII, trong đình còn lưu giữ bức chạm hình con trâu được chạm nổi trên cốn nách gian giữa. Tại nghè Mẫu Sơn (Lục Nam) cũng còn lưu giữ bức chạm trâu kéo cày. Đây là một tác phẩm nghệ thuật điêu khắc dân gian ở thế kỷ XVIII tổng thể bức chạm giống như một bức tranh “Canh nông chi đồ”. Trên mặt trống đồng Bắc Lý (Hiệp Hòa) có chạm khắc cảnh lễ hội đâm trâu của người Việt cổ. Ngoài các bức chạm hình trâu trên kiến trúc đình làng, trong dân gian còn xuất hiện nhiều tượng ông trâu bằng gốm thế kỷ XVII-XVIII, một sản phẩm của làng nghề truyền thống sản xuất gốm ở Thổ Hà, xã Vân Hà xưa.
Nhiều đình chùa đã chạm khắc và tạc tượng trâu, đó là tượng trâu bằng đá ở chùa Kim Ngưu (Bắc Ninh). Thời nhà Lý, chùa Phật Tích (Bắc Ninh) được xây dựng năm 1057 có cặp tượng trâu to bằng trâu thật, tạc trên đài sen ở sân chùa khá sống động. Thời Lê Trung Hưng con trâu trở thành hình chạm trang trí khá phổ biến. Chùa Bút Tháp ở Bắc Ninh dựng năm 1647, tại lan can đá ở thượng điện và tháp Bảo Nghiêm đều có hình trâu chạm nổi. Ở tấm bia đá chùa Cảnh Phúc (Nam Định) dựng năm 1695 cũng có hình chạm con trâu đang nằm nghỉ. Trâu còn hiện diện trong tranh dân gian và trong điêu khắc gỗ đình làng thế kỷ XVII, XVIII rồi thì đình Khả Lý Hạ (Việt Yên) còn chạm khắc hình trâu trên cấu kiện gỗ ở cốn mê. Bức chạm trâu kéo cày ở nghè Mẫu Sơn (Lục Nam) cũng là một tác phẩm nghệ thuật điêu khắc dân gian ở thế kỷ XVII, XVIII. 

### Trong thi ca
Con trâu xuất hiện trong kho tàng văn học dân gian như ca dao, đồng dao, tục ngữ, câu đố, nhiều truyện cổ tích và huyền thoại. Từ thời thượng cổ người Việt sống về nông nghiệp, biết lấy nước sông để canh tác, những cánh đồng lúa bùn lầy, không thể dùng bò hay ngựa để cày ruộng, chỉ trâu giúp cho nông dân kéo cày bừa ở ruộng nước. Vào đầu năm theo lệ vua làm lễ tế thần nông và cày ruộng tịch điền, làm lễ xong vua cầm cày, đường cày tượng trưng mở đầu cho một năm cày cấy được mùa. Người nông dân đã đặt địa vị con trâu ngang với sinh hoạt trên cánh đồng, xưa và nay con trâu là một tài sản trong gia đình nông dân nghèo. Trâu không thể thiếu trong việc canh tác của nhà nông, trâu là đầu cơ nghiệp nên, tình cảm qua thi ca con trâu thường được nhắc đến như:

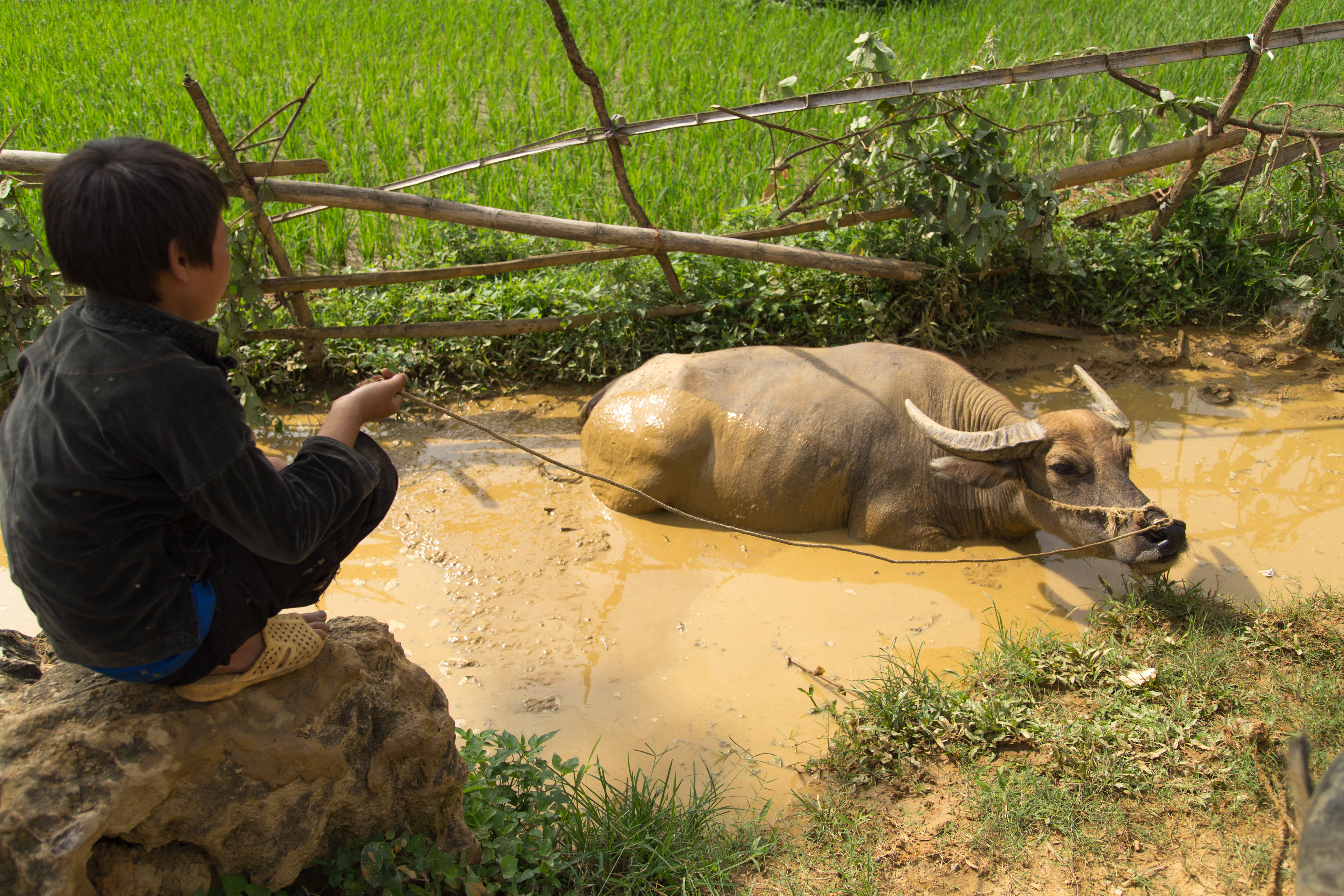
Một cậu bé chăn trâu, "Ai bảo chăn trâu là khổ"

- Lao xao gà gáy rạng ngày/Vai vác cái cày, tay dắt con trâu/Bước chân xuống cánh đồng sâu/ Mắt nhắm mắt mở, đuổi trâu ra cày
- Trâu ơi ta bảo trâu này/Trâu ra ngoài ruộng trâu cày với ta/Cấy cày nối nghiệp nông gia/ Ta đây trâu đấy ai mà quản công
- Trâu ơi ta bảo trâu này/Trâu ăn cho béo trâu cày cho sâu/Ở đời khôn khéo chi đâu/Chẳng qua cũng chỉ hơn nhau chữ cần
- Trên đồng cạn, dưới đồng sâu/Chồng cày vợ cấy, con trâu đi bừa
- Rạng ngày vác cuốc ra đồng/Tay cầm mồi lửa, tay dòng thừng trâu/Ruộng dầm nước cỏ bùn sâu/Suốt ngày cùng với con trâu cày bừa/Việc làm chẳng quản nắng mưa/Cơm ăn đắp đổi muối dưa tháng ngày.

Trong văn học Đàng Trong, hình ảnh và thân phận con trâu, hiện thực và đầy đủ nhất nằm trong truyện Lục súc tranh công kể lại cuộc tranh công tị việc giữa sáu gia súc: trâu, chó, ngựa, dê, gà, lợn. Phần quan trọng nhất dành cho trâu, non một trăm câu, cũng là phần hay nhất, là tiếng nói thống thiết của nông dân phản ánh số kiếp lầm than không lối thoát Sau này, Ông đồ Nguyễn Văn Lạc, nhìn thấy giới Sĩ phu thiếu tinh thần yêu nước, cúi đầu làm nô lệ cho bọn thực dân, nên ông đã vịnh bài Con trâu năm 1862. Tương truyền Đào Duy Từ lúc còn nhỏ nghèo khó, phải chăn trâu đã viết “Ngoạ Long Cương vấn”. Tác phẩm Con trâu của Trần Tiêu xuất bản năm 1940 nói lên sự khổ đau của người dân dưới chế độ thực dân và phong kiến.
Trong âm nhạc Việt Nam, có ca khúc Đường cày đảm đang của An Chung: Trời vừa tinh mơ, dọc bờ rộn tiếng trâu đi. Ta với trâu sương gió quản gì. Bừa kỹ xong gieo luống cho đều. Trâu ơi... Mai lúa khoai nhiều, nhạc sĩ Phạm Duy thường dùng hình ảnh con trâu trong tác phẩm của ông, như trong bài Bình Ca, rồi hình ảnh con trâu và em bé mục đồng đậm nét quê hương ca khúc Em bé quê của ông với câu: Ai bảo chăn trâu là khổ, chăn trâu sướng lắm chứ. Ca khúc Lý con trâu của Lư Nhất Vũ, phỏng theo dân ca Nam Bộ, bài hát của thiếu nhi Cánh Đồng Tuổi Thơ của ông qua lời ca về đồng lúa và con trâu: Ngồi dưới áng mây trời bay ngang/Còn con trâu nghé thì lang thang; Bài hát Con Đường Việt Nam, tác phẩm chung của hai nhạc sĩ Anh Bằng và Trúc Hồ nói về khung cảnh miền quê Việt Nam có bóng dáng con trâu gặp cỏ đường chiều, một vài em bé vui chơi thả diều.

### Trong tín ngưỡng

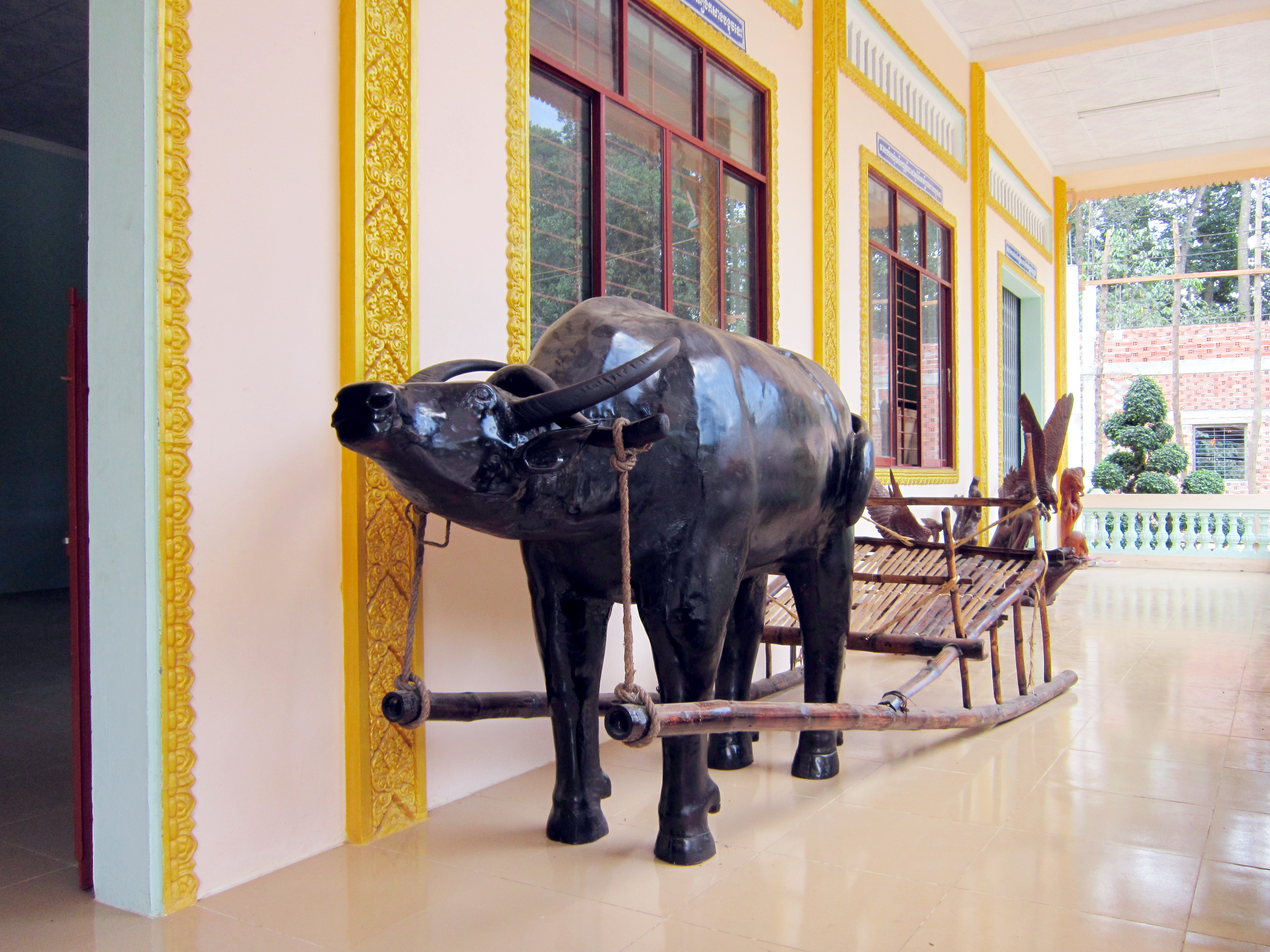
Tác phẩm điêu khắc gỗ "Trâu kéo cộ" ở chùa Hang thuộc Trà Vinh, Việt Nam

Giống như một số loài động vật quen thuộc gồm: chuột, hổ, mèo, rắn, ngựa, dê, lợn, chó hàng ngàn năm qua, con trâu đã được con người “thiêng hóa”, “linh hóa”. Con trâu được người Việt “thiêng hóa” đậm nét qua nghi thức cày tịch điền là một hình thức khuyến nông đặc biệt của các cư dân trồng lúa nước. Vua Lê Đại Hành nhà Tiền Lê, vua Lý Thái Tông và vua Lý Nhân Tông nhà Lý đều thực hiện nghi lễ cày tịch điền. Tâm thức “thiêng hóa” con trâu của người nông dân cũng ẩn tàng qua Lễ hội chọi trâu Đồ Sơn, Hải Phòng, với trò diễn chọi trâu hàng năm người ta vừa đề cao tinh thần thượng võ, vừa để cầu nước, cầu mưa, cầu mùa màng. Trâu được “thiêng hóa” đến mức thêu dệt thành huyền thoại tiếp sức cho người anh hùng có công, đời Trần có Yết Kiêu đang đêm thấy hai con trâu nước chọi nhau liền dùng đòn gánh mà phang, trâu lặn xuống biển mất tích, trên đòn gánh còn dính vài sợi lông trâu, ông nuốt vào bụng, từ đó có tài bơi lặn
Trong tín ngưỡng nông nghiệp, hình ảnh con trâu còn thể hiện trên nhiều lĩnh vực. Chiếc sừng trâu gợi lên hình ảnh trăng lưỡi liềm biểu tượng của nước trong tín ngưỡng nông nghiệp. Mô típ sừng trâu trong văn hóa người Việt còn là biểu tượng của hình ảnh vành trăng lưỡi liềm liên quan đến tín ngưỡng nông nghiệp, cầu mưa của người Việt. Da trâu bịt mặt trống, khi cầu mưa người ta đánh trống để giả tiếng sấm. Sừng trâu còn là biểu tượng sức mạnh của nhiều đồng bào dân tộc, người dân tộc Dao ở Lục Nam, Lục Ngạn, Sơn Động còn dùng tù và để gọi Bàn Vương trong nghi lễ cấp sắc. Trong một số sách cổ còn đề cập ngày xưa dùng trâu vào việc đánh trận (ngưu chiến). Tiếng tù và làm bằng sừng trâu vừa là hiệu lệnh, vừa tạo âm thanh như thúc giục, cổ vũ người lính vững vàng, mạnh mẽ hơn nơi chiến trường, nên đã chế tác sừng trâu thành chiếc tù và dùng để báo động và kích thích quân sĩ khi lâm trận
Con trâu xuất hiện trong lễ hội dân gian với vai trò là vật tế lễ linh thiêng cũng phản ánh tín ngưỡng nông nghiệp của người nông dân. Ở Bắc Giang từ xa xưa đã có tục tế trâu, thờ trâu trong các lễ hội truyền thống. Hội làng Phú Khê (Tân Yên) có lệ tế thần thành hoàng bằng trâu sống ở các đình, đền làng. Vào ngày sự lệ, dân làng chọn một con trâu đen làm vật tế. Trâu tế được nuôi trong đặc biệt và được làng tắm bằng nước gừng sạch sẽ, khi tế, con trâu này được dân làng dắt ra phía trước cửa đình, đền, nơi có bia đá và phiến đá to dùng làm bệ tế trâu. Trâu tế được dắt đi ba vòng quanh tấm bia đá. Hội làng Nội Ninh (Việt Yên) cũng có tục tế Thần bằng trâu sống, lệ làng chọn một con trâu sống làm vật tế Thần, được buộc ở gốc đa trước cửa đình, quan viên trong làng mặc trang phục tế truyền thống đi vòng quanh trâu làm lễ tế Thần theo hiệu lệnh của quan cai đám.
Việc thờ trâu trong lễ hội dân gian ở Bắc Giang còn nói lên vị trí vai trò quan trọng của con trâu trong nền văn hóa cổ truyền của người dân Bắc Giang. Tục thờ trâu, tế trâu, trong các lễ hội truyền thống cho thấy nét văn hoá dân gian độc đáo này. Con trâu từ cuộc sống thực tế gắn với người dân nông nghiệp đã đi vào lĩnh vực văn hóa tinh thần tâm linh. Việc thờ trâu, tế trâu trong lễ hội dân gian ở Bắc Giang còn nói lên vị trí vai trò quan trọng của con trâu trong nền văn hóa cổ truyền của người dân Bắc Giang. Nghi lễ tế trâu trong lễ hội dân gian ở Bắc Giang ngoài mục đích tạ ơn Thần linh, còn mang tính chất triết lý vũ trụ âm dương, luân chuyển giữa mùa khô và mùa mưa là ước vọng của người làm nông nghiệp cầu cho mưa thuận gió hòa, mùa màng bội thu.
Trâu còn gắn liền với các lễ hội như chọi trâu, đâm trâu Lễ hội chọi trâu còn phổ biến ở khắp vùng văn minh lúa nước châu Á và miền ven biển Tây Thái Bình Dương. Ngoài thể hiện một tín ngưỡng nông nghiệp (cầu mưa, cầu phúc), sự yêu mến, quý trọng con trâu, căn cứ vào thời điểm tổ chức lễ hội (thường vào dịp trăng sáng), người ta thấy có mối liên hệ giữa trâu với trăng và thủy triều (sừng trâu cong như trăng khuyết, vỏ sừng có các lớp ngấn hình thủy triều). Có nhà nghiên cứu ví 3 đỉnh của tam giác (trâu-trăng-thủy triều) tạo ra một không gian vũ trụ mà con người ở trung tâm. Trăng gắn liền với thủy triều (do lực hút của trăng) nên lễ hội chọi trâu là một cách tiếp thêm sinh lực cho vũ trụ và con người Một số vùng nông thôn Việt Nam có tục lệ là làm Tết Trâu ở các vùng Hoằng Hóa, Nga Sơn (Thanh Hóa), Vĩnh Linh (Quảng Trị).  

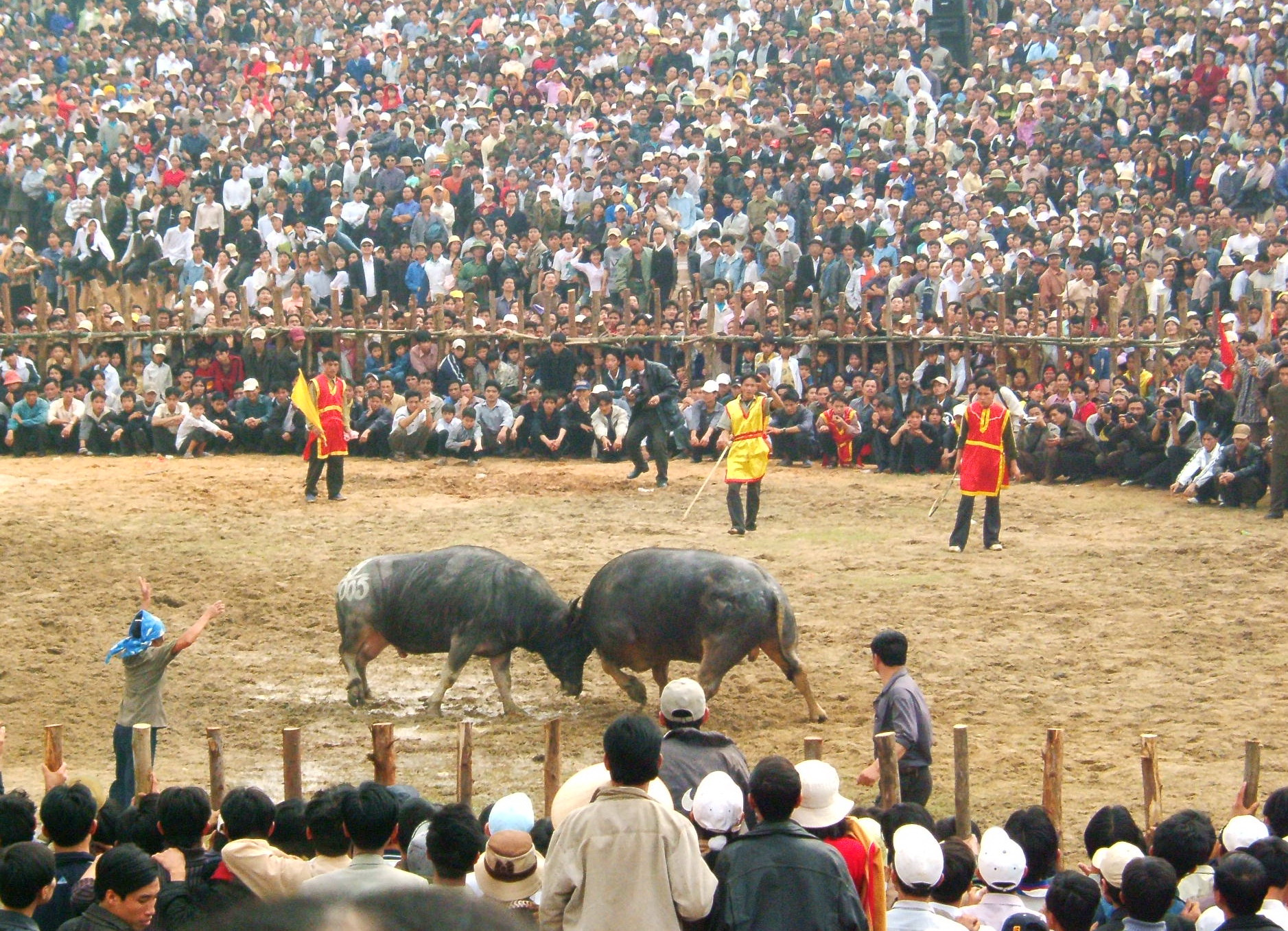
Quang cảnh một cuộc chọi trâu ở xã Hải Lưu, huyện Lập Thạch, tỉnh Vĩnh Phúc

Đồng bào dân tộc sinh sống ở Việt Nam coi môn chọi trâu ở quy mô làng xã là hình thức thể thao dân tộc gắn với lễ hội bản làng và nghi thức tín ngưỡng sản xuất theo chu trình mùa vụ. Chọi trâu xưa giản dị, thanh tao vui khỏe thu hút cộng đồng dân cư làng xã tới cổ vũ chứng giám. Lễ hội chọi trâu ở Đồ Sơn (Hải Phòng) Hải Phòng vào tháng Tám âm lịch có tục chọi trâu rất nổi tiếng ngoài ra còn có Làng Hải Lưu, huyện Lập Thạch, tỉnh Vĩnh Phúc cũng có lệ chọi trâu khá quy mô. Lễ hội là một phong tục tín ngưỡng để tạ ơn Thần Biển của người dân. Những con trâu khỏe mạnh nhất sẽ ra chọi với nhau để tìm ra con giành chiến thắng. Con trâu này sẽ đem giết để cúng thần linh, cầu cho mưa thuận gió hòa. Đó là một nét đẹp trong văn hóa cổ truyền của Hải Phòng.
Gắn liền với đời sống vật chất và tinh thần của người dân, trâu còn góp mặt trong đời sống văn hóa. Trong sự diễn dịch bói toán hay trong nếp dân sinh người ta thường cho là người sinh vào năm con trâu thì chịu khó làm việc cực nhọc, chăm chỉ. Trong quan niệm tôn giáo, đối với đạo Phật, con trâu cũng là một trong những con thú được nhắc đến (súc sanh) hay Kiếp trâu ngựa.  Dưới hình thức “Tử vi đẩu số”, “Tử vi hàm số” dạy cách lấy lá số và xét đoán vận mệnh con người đã chọn con trâu vào vị trí thứ 2 (Sửu) sau con chuột (Tý) và đứng trước 10 con còn lại trong hệ thống 12 con giáp. Triết học phương Đông rất coi trọng con trâu, nhìn nó như một phạm trù giàu sức khái quát, quan niệm trên trời có Nhị giáp bát tú (28 vì sao) trong đó sao Ngưu tức con trâu được “thần tiên hóa” qua tư duy dịch số.
Trong lễ hội xuân ngưu của người Việt, trâu là biểu tượng của mùa xuân, của sự tái hồi. Lễ hội xuống đồng của đồng bào các dân tộc Tày, Nùng, Dao ở Bắc Giang thường có nghi lễ trâu kéo cày. Những đường cày đầu tiên báo hiệu một năm mới cho mùa vụ bội thu. Trong lao động sản xuất, người nông dân còn đúc kết kinh nghiệm dân gian từ hình tượng con trâu, vào thời khắc đón giao thừa, giữa không gian trời đất giao hòa thiêng liêng ấy người ta ra xem trâu nằm hay trâu đứng, trâu ngoảnh đầu ra cửa hay vào trong để biết năm đó làm ăn có thuận lợi hay không. Trong phong thủy, biểu tượng con trâu được sử dụng khá phổ biến dưới nhiều hình thức khác nhau như hội họa, điêu khắc với ý nghĩa may mắn, tài lộc. Trâu bằng bột đá mạ vàng non mang Kim khí rất tốt cho tài lộc đối với các công việc kinh doanh, bất động sản hoặc đầu tư dài hạn.
Ở đền Đông Cuông thuộc xã Đông Cuông, huyện Văn Yên, tỉnh Yên Bái, tôn tạo vào thời Tiền Lê thờ Mẫu đệ nhị thượng ngàn, Lễ hội lớn thứ hai với tục mổ trâu đen dâng lễ, trước đây thì đó là nghi thức treo trâu, người ta sẽ nghi thức treo cổ trâu đến chết. Tục treo trâu chỉ là một phần nghi lễ trong việc tế thần. Việc nghi thức treo trâu đến chết ở nơi đây sẽ được thay thế bằng hình thức mổ trâu để trâu được chết nhẹ nhàng, không phản cảm, nghi thức hiến sinh trâu trắng thay vì làm lễ treo cổ trâu đến chết thì sẽ quây bạt kín để hiến sinh trâu trắng, trâu sẽ được mổ ở nơi kín đáo không để du khách chứng kiến, theo dõi, sau đó, thịt đưa vào để tế thần
Tuy vậy, vật tế hiến sinh là trâu trắng vẫn được mổ để làm thành những mâm cỗ để dâng lên Mẫu và các vị thần linh. Nghi lễ hiến sinh tế “ông trâu trắng” ở đền Đông Cuông diễn ra vào nửa đêm. Trước khi được mang ra làm lễ hiến tế, “ông trâu” đã được nhiều người đến bên vuốt ve, sau đó người ta đưa trâu vào khung cũi bằng thép được dựng từ chiều ngay cạnh gốc mít trước cửa đền. Người dân địa phương đã chuẩn bị một con trâu trắng buộc dưới gốc cây trước cửa đền, cùng một chiếc cũi gỗ và bạt phủ. Đến khoảng 1h sáng, nghi lễ giết trâu kết thúc và những đầu bếp địa phương được phân công từ trước tiến hành mổ trâu làm cỗ tế. Nhiều người dân đã tranh thủ dùng tiền quệt vào máu trâu với quan niệm sẽ mang lại may mắn, tốt lành.

### Mê tín dị đoan
Con trâu là vật nuôi gắn bó với người nông dân Việt Nam từ hàng ngàn năm trước, nó là đầu cơ nghiệp của nhà nông, là biểu tượng của nền văn minh lúa nước, vì thế, người ta tin, nó có linh hồn, con người nỡ giết nó, thì nặng nghiệp, làm nghề sát sinh cũng bạc. Một số lời đồn thổi hoang đường vô căn cứ cho rằng có một số người làm nghề giết mổ trâu, bò, khi chết có máu tươi chảy ra đằng miệng, dù chết trẻ hay chết già rồi những chủ lò mổ trâu, bò, ngựa, những con vật ăn cỏ, là đầu cơ nghiệp của nhà nông, hầu hết những gia đình đó đều có hậu vận không tốt, gặp họa đến nhiều đời sau. Những người tin vào tâm linh cho rằng, sát khí ở mảnh đất nhà những người mổ trâu tỏa ra rất nặng, nhiều người cho rằng không thể làm giàu bằng nghề mổ trâu, đã không giàu được vì nghề, lại phải gánh cái nghiệp sát sinh.

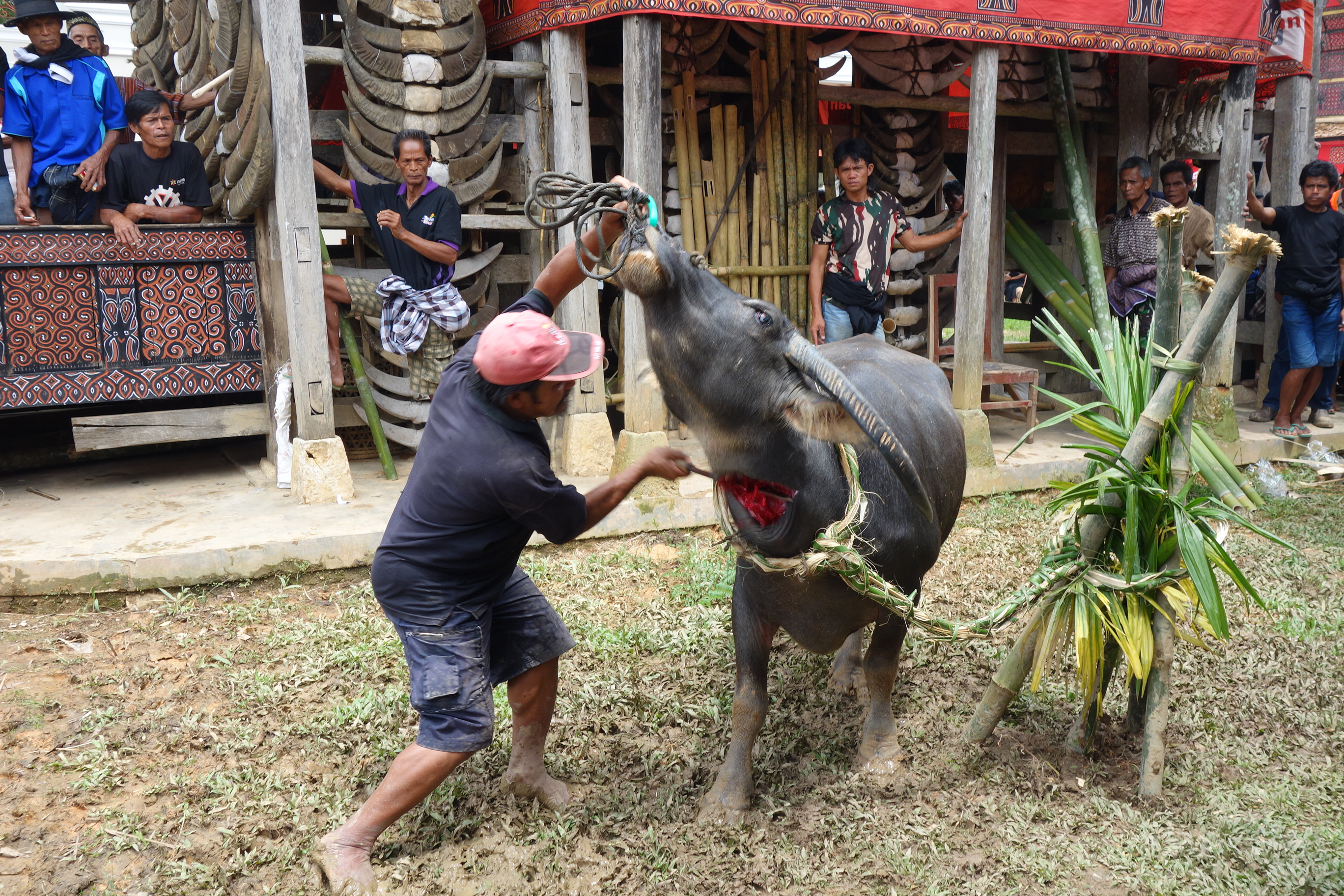
Một cảnh giết trâu

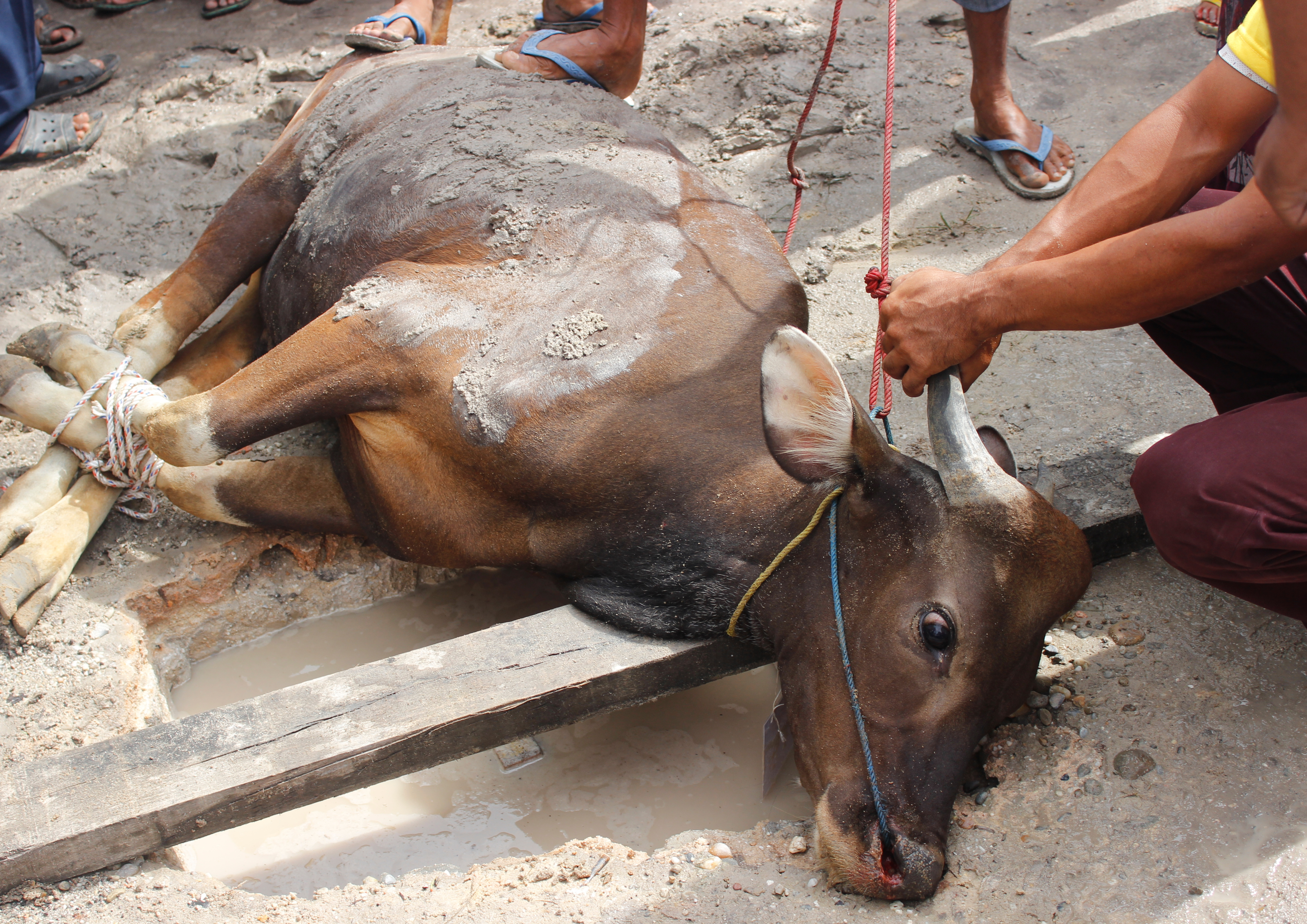
Cảnh trâu chết

Có nhiều trường hợp bỏ nghề mổ trâu vì sợ hãi những chuyện tâm linh vì con cái của họ chết vì bệnh tật kỳ lạ và tai nạn thảm khốc, xảy ra những chuyện không vui, khiến lòng người hoang mang, có khá nhiều những cái chết bí ẩn ở ngôi làng mổ trâu Phúc Lâm, có những cái chết ở gia đình mổ trâu thì người dân liên hệ với chuyện bị “oan hồn” loài trâu “báo oán” và cũng có những cái chết liên quan trực tiếp đến con trâu, đặc biệt là bị trâu húc chết, thì khiến những người cầm dao mổ trâu e sợ. Nhiều gia đình liên quan đến việc tàn sát trâu, đều không có hậu, không chỉ thợ mổ trâu, mà lái trâu, buôn thịt trâu, xương trâu, cũng đều không khá giả hầu hết các gia đình liên quan đến việc tàn sát trâu đều có những chuyện không may. Nhiều người buôn bán thịt trâu cũng không có hậu vận tốt và những chuyện buồn bã liên quan đến cái nghề sát sinh, nhiều gia đình gặp nạn vì bị trâu húc, nguyên nhân chính lại là những ám ảnh vô hình.
Từng có câu chuyện mổ trâu khi con trâu cuối cùng sau khi mổ nhiều con trước đã xảy ra hiện tượng lạ khi một con trâu bất động, người thay nhau kéo, nhưng con trâu nhất quyết không chịu xuống khỏi thùng xe tải, cứ ghì lại, nhiều người xông vào, trói nghiến con trâu lại rồi vần xuống khỏi xe tải, khi vần trâu xuống xe, cởi trói, nhưng con trâu không chịu đứng lên, mà hai chân trước cứ quỳ xuống như phủ phục, nó không rống lên, không giãy dụa nữa, nhưng nước mắt ứa ra, một số người thấy con trâu có biểu hiện như vậy thì ngăn cản việc giết nó. Nhiều người vẫn tin rằng, những con trâu có biểu hiện như thế là có tính linh, tức nó mang linh hồn con người, có kiếp trước là con người, những con trâu như thế thường hiền lành, chịu khó cày bừa, thân thiện với con người và những thợ mổ tin vào thế giới tâm linh thường không giết hại nó.
Tuy nhiên, có người không tin, không sợ vì chưa ai bị trâu “báo oán” nhưng điều kinh dị như dự đoán xảy ra ngay khi giết hại con trâu kỳ lạ. Con trâu bị hạ sát vào tháng 2, thì đến tháng 4 và tiếp đến là những người con của đồ tể đều chết một cách không liên quan khiến gia đình hoang mang đi xem bói phán rằng gia đình bị một “oan hồn báo oán” là do linh hồn con trâu “báo oán” phải cúng bái, sắm đủ các loại lễ, tốn kém, mời cả giá đồng về nhà cúng giải hạn, siêu thoát cho "linh hồn" con trâu, từ đó, mhiều gia đình đã bỏ nghề mổ trâu vì sợ chuyện tâm linh, tin đồn bị “oan hồn” con trâu “báo oán” lại lan ra, khiến cả làng sợ hãi, mấy hộ gia đình ở cạnh cũng sợ hãi, đóng cửa luôn lò mổ trâu.
Sự cố về cái chết của bà già bị trâu húc khiến những người dân làng Phúc Lâm thêm phần kinh hãi, người ta đồn rằng, do đại gia đình nhà bà này cũng làm nghề sát hại trâu, nên mới bị trâu húc chết nhưng bị người khác bác bỏ vì khi con trâu cùng đường, nổi điên, thì hễ nhìn thấy người là nó húc, chứ đâu có chừa ai và vì nếu nó quả thật biết “báo oán”, thì nó phải húc chết những người có ý định giết nó, chứ không hại một bà già. Mặc dù bán tín bán nghi nhưng chỉ đến khi một con trâu nổi điên, sát hại những người trong gia đình, thì mới thực sự tin loài vật biết "báo oán". Sau vụ con trâu nổi điên kinh hoàng, phá dây thừng, húc chết chú ruột và mẹ thì gia đình đó, cùng một số hộ trong họ hàng đã quyết định đóng cửa lò mổ và rồi cũng một sự cố trâu húc sau đó dẫn đến cái chết hụt của một nạn nhân khác đã thêm một dấu hiệu nữa khiến người dân Phúc Lâm hoảng sợ, đồn đại ầm ĩ về chuyện trâu “báo oán” con người.
Làm nghề sát sinh, nên tâm người dân trong làng không tĩnh tại, lúc nào cũng hoang mang, lo lắng. Sẵn có tâm lý đó, nên bất kỳ cái chết nào, như chết già, chết bệnh, chết tai nạn, hoặc bệnh trọng, gặp rủi ro trong cuộc sống họ đều đổ cho nguyên do là con trâu “báo oán”. Ngoài nguyên nhân mang tính tâm linh, thì cũng có những nguyên nhân khách quan và chủ quan khác. Nghề mổ trâu mang lại nhiều công ăn việc làm, nhưng nó lại quá vất vả, nguy hiểm, ô nhiễm và đặc biệt là khó làm giàu, làng nghề mổ trâu mai một còn có nguyên nhân nữa, là nhiều địa phương khác cũng mọc ra các lò mổ, phục vụ tại chỗ, cạnh tranh với làng nghề khiến việc làm ăn của người dân ngày càng khó khăn hơn chứ không phải chỉ có nguyên nhân sợ nghiệp sát sinh, ngoài nguyên nhân mang tính chất tâm linh, làng mổ trâu Phúc Lâm mỗi ngày lại mai một còn có một phần nguyên nhân do làm ăn thiếu chân chính.
Từng có quan niệm "trâu trắng đi đâu, mất mùa đến đấy", nuôi nó chỉ có tán gia bại sản, là mang điềm gở nên bán hoặc giết thịt vì sợ rằng sẽ mang điềm gở đến gia đình. Quan niệm trâu trắng mất mùa có lẽ là do tên gọi khác của trâu trắng là trâu bạc (bạc bẽo, bạc tình, bạc ác...). Trong hoàn cảnh nào đó của cuộc sống, xảy ra chuyện gì đó không hay vô tình trùng lặp với sự xuất hiện của con trâu bạc nên dân gian mới thêu dệt và lưu truyền cho đến ngày hôm nay. Nhiều thương lái lợi dụng, vin vào những câu chuyện thêu dệt đó để ép giá những gia chủ có trâu trắng. Hiện tượng trâu trắng là một bệnh di truyền, chính là bệnh bạch tạng mà bệnh bạch tạng ở trâu vẫn chưa có nghiên cứu được công bố nên chưa biết do biến dị những gen nào. Bệnh bạch tạng không chỉ có ở người và trâu mà còn thấy ở nhiều loài động vật khác nên trâu trắng là một hiện tượng bình thường của tự nhiên, không có gì bí hiểm, về mặt sức khỏe, khả năng cày kéo, cho thịt của trâu trắng không thua gì trâu đen.

## Các dân tộc Việt Nam

### Phía Bắc

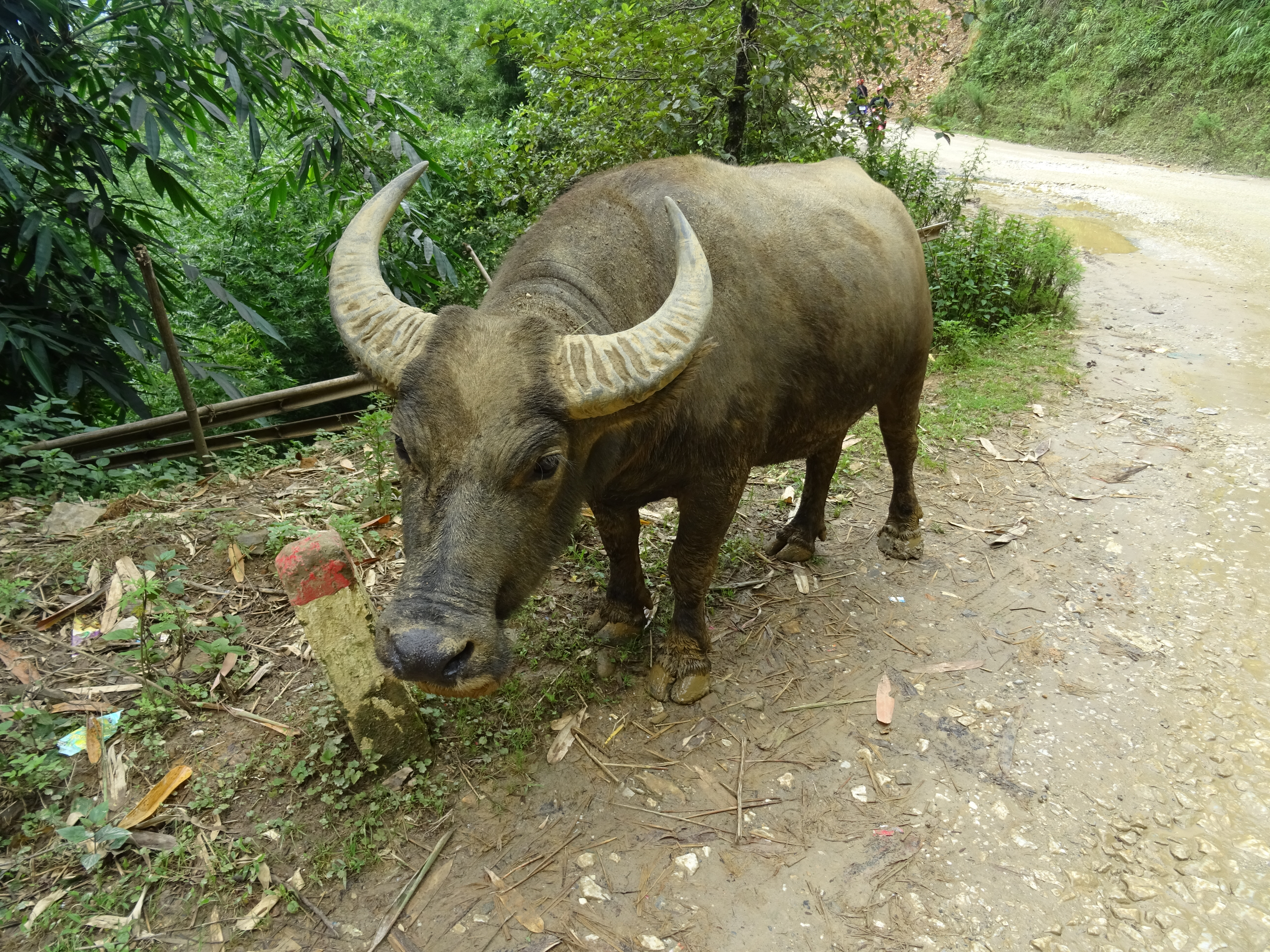
Một con trâu mộng ở Sapa

Đối với đồng bào Tày, Nùng ở xứ Lạng, con trâu không chỉ là tài sản quý giá giúp người nông dân sản xuất ra lúa gạo mà còn là con vật linh thiêng. Từ đời sống sinh hoạt, lao động sản xuất cho đến những nét văn hóa, con trâu thực sự đã gắn bó và trở thành biểu tượng tốt đẹp trong đời sống sinh hoạt, văn hóa của đồng bào Tày, Nùng Xứ Lạng vốn chủ yếu sinh sống bằng sản xuất nông nghiệp, nên con trâu là một tư liệu sản xuất chính, quan trọng, sức kéo của trâu được dùng vào việc canh tác lúa. Ở thời điểm nào, con trâu vẫn luôn có vai trò quan trọng đối với người nông dân, con trâu là đầu cơ nghiệp, theo phong tục của đồng bào Tày, Nùng, con trâu còn là một tài sản lớn được nhiều người để lại cho con cái Đặc sắc nhất trong đó có tục dắt trâu xuống ruộng cày với quan niệm trâu là con vật thể hiện sự no đủ, thịnh vượng trong sản xuất nông nghiệp
Không giống những nền văn hóa khác là thờ các con vật có sức mạnh như thờ hổ, thờ sư tử, thờ chim ưng thì tín ngưỡng Tày, Nùng Lạng Sơn lại thờ các con vật hiền lành hơn như thờ trâu, thờ cóc, thờ rắn, thờ chuột, thờ chó, thờ mèo, thờ voi vì các con vật đó gần gũi với cuộc sống của người dân, đặc trưng cho xã hội nông nghiệp lúa nước. Con trâu còn gắn liền với văn hóa, tín ngưỡng của người Tày, Nùng thông qua nghi lễ cúng vía trâu (khoăn vài) vào ngày 6 tháng 6 âm lịch hằng năm (so Lộc, bươn Lộc) để tạ ơn thần trâu, thần ruộng Người Tày có tục lấy một tờ giấy đỏ có hình con trâu dán ở cửa chuồng trâu, chuồng bò để trừ tà, tránh cho súc vật bị bệnh tật.
Trong lễ cúng vía trâu, người ta chặt cành cây núc nác, có mấu tựa như đầu gối của trâu đặt lên mâm lễ người thay cho trâu thật, nhà nào có bao nhiêu con trâu thì đặt lên mâm lễ bấy nhiêu cành núc nác. Họ còn thắp hương, dán giấy đỏ ở chuồng trâu và làm bánh, đồ xôi, làm bún, thịt gà, thịt vịt cúng tổ tiên. Sáng sớm chủ nhà đặt mâm lễ, thắp hương khấn cầu Thần Nông trả lại vía cho trâu và cầu phù hộ cho trâu luôn mạnh khoẻ Ngoài ra, con trâu cũng xuất hiện trong tục lệ kiêng kỵ của người làm then, họ kiêng ăn các loại thịt trâu, thịt bò, thịt rắn vì tin rằng nếu làm trái với điều đó sẽ bị thần linh bắt tội. Hình ảnh con trâu cũng xuất hiện trong trường đoạn “Tu Vỏ Khuông, Vỏ Khắc” của then tín ngưỡng kể về quá trình hành quân, đoàn quan quân Then vượt qua những khu rừng ve đến vùng đồng bằng, nơi có hai ông Khuông, ông Khắc chiếm giữ. Để đi qua được vùng này, đoàn quân binh phải sắm lễ tam sinh (thịt trâu, thịt nai và cá) để dâng biếu thì mới được thông đường

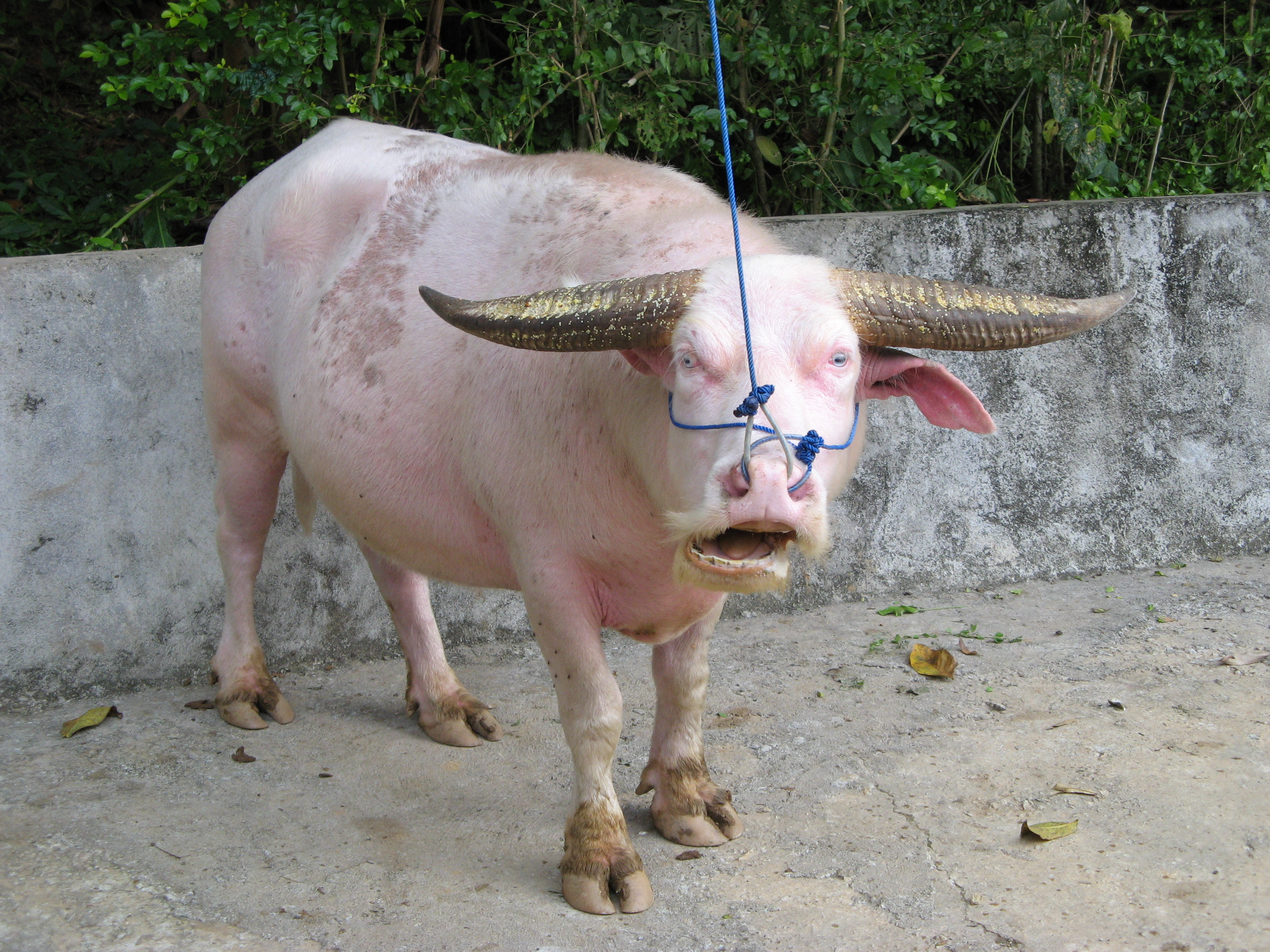
Một con trâu trắng, sơn sừng vàng, người Mường quan niệm mê tín về việc yểm bùa bằng sừng trâu trắng, họ cũng dùng trâu trắng để giải hạn, trừ tà

Tục treo trâu bắt nguồn từ tục của người Tày dòng họ Hà ở Yên Bái là con cháu của Hà Chương, Hà Đặc, Hà Bổng, người ta dùng lễ hiến tế trâu để mừng chiến thắng, đây là nghi lễ tế thần của người Tày đã truyền nhiều đời, là nghi lễ lâu đời của địa phương Trong lễ hiến trâu, người Tày đều treo trâu lên để báo cáo với Mẫu và thần linh thổ địa rằng giặc đã bị đánh tan, quy hàng, việc chọn con trâu trắng làm vật hiến tế có nguồn gốc do nó gắn với nền nông nghiệp lúa nước, hiến tế trâu trong lễ hội để cầu mưa thuận gió hòa Trong tín ngưỡng tâm linh của đồng bào dân tộc, những con vật màu trắng (gà trắng, ngựa trắng, trâu trắng) là những con vật đẹp đẽ, quý hiếm, do đó, lễ vật tế thần được lựa chọn những đồ đẹp nhất, việc chọn trâu trắng làm vật hiến tế bắt nguồn từ lý do đó.
Con trâu trắng trước khi được hiến tế phải được tắm rửa sạch sẽ bằng nước đun từ các loại lá thơm, sau đó lấy tấm vải lau khô, phủ vải điều đỏ trên lưng rồi dẫn ra gốc cây cổ thụ là nơi đó đã được quàng sẵn một sợi dây chão to, luồn dầu dây thong lọng vào cổ trâu. Một nhóm thanh niên khỏe mạnh sẽ kép sợi dây chão để treo trâu lên cành mọc ngang trước cửa đền, sau một hồi giãy giụa, con trâu tắt thở, đầu quay vào đền được hạ xuống tấm bạt lớn đã trải dưới đất, khi trâu chết, người dân sẽ thực hiện nghi thức hạ trâu xuống mổ tại sân đền làm cỗ cúng dâng lên Mẫu Đệ Nhị Thượng Ngàn và các vị Thần Vệ Quốc, trước khi tế thần, trâu được treo lên và giữ để khỏi giãy giụa, đây là nghi lễ bình thường so với những cách tế khác như đâm trâu, đập đầu trâu đến chết.
Theo quan niệm của một số vùng văn hóa, con trâu (đặc biệt là trâu trắng) có rất nhiều ý nghĩa, con trâu thuộc tính âm, màu trắng tượng trưng cho nước nên đây là một biểu tượng cho quỷ nước, nhưng con trâu cũng mang biểu tượng tích cực khi đôi sừng của nó giống như mặt trăng hình lưỡi liềm mà làm cho trai gái và giống đực, giống cái gần gũi nhau, thúc đẩy sự sinh sôi, phát triển và tượng trưng cho ước vọng được mùa, việc treo cổ trâu là một hình thức hiến tế cho thần, và là một cách để trị quỷ nước, tục treo cổ trâu ở Yên Bái giống với nhiều nghi thức hiến sinh ở một số lễ hội khác như lễ hội chém lợn, nghi thức đâm trâu ở Tây Nguyên, đó vừa là hình thức trị quỷ nước, vừa cầu cho sự sinh sôi, phát triển. Tục này cũng giống như hành động đâm trâu, chém lợn, màu đỏ tượng trưng cho sinh khí nên khi máu tóe ra thì sinh khí tràn đầy, con người sẽ nhận được một sức mạnh tâm linh rất lớn nên nhìn dưới góc độ tâm linh thì những hành động trên không ác độc, dã man.
Trong phong tục hôn nhân của người dân tộc Thổ thì đồ dẫn cưới của nhà trai thường phải có một con trâu. Họ Nhê Xe ở dân tộc Phù Lá coi trâu là thủy tổ của mình, theo truyền thuyết, ông tổ của người Phù Lá mồ côi từ rất sớm, may nhờ có trâu cho bú nên đã sống và khôn lớn, từ đó về sau con cháu họ kiêng ăn thịt trâu để tỏ lòng biết ơn. Với người Sán Chay, nhà của người Sán Chay được xây dựng hình dung như một con trâu thần (thủy ngưu). Bốn cột chính tượng trưng cho bốn chân, rui mè như là xương sườn, nóc là sống lưng. Thùng cám được đặt ngay chân cột chính, cạnh cửa ra vào chính là dạ dày của trâu thần, người và gia súc bám vào đó mà sống. Bởi vậy, đó là chỗ linh thiêng trong nhà, là nơi thờ thần nuôi của gia đình. Trâu mang đậm yếu tố vật linh trong tính ngưỡng của người Sán Chay. Trong văn hóa dân tộc Dao, mỗi dòng họ khi cúng tổ tiên, đều chọn một loài vật, ví dụ người họ Phùng dùng dê, họ Bàn dùng bò, còn họ Triệu cúng bằng trâu.
Theo tập tục của người La Chí, mỗi bản có một nhà làm lễ cúng, cứ 3 năm có tế bằng trâu một lần, sọ trâu được giữ lại gác lên mái nhà. Vào sáng mồng một Tết Nguyên đán, người ta cho trâu ăn bánh chưng. Đến ngày Tết cơm mới (tháng 8 âm lịch), người La Chí gói cơm gạo mới vào lá và cuộn trong cỏ cho trâu ăn trước để nó được nếm thành quả lao động của mình. Theo truyền thuyết của dân tộc Pu Péo, tổ tiên của họ từ đảo vào đã vượt biển trên một bè mảng do trâu kéo và đi sâu vào đất liền tìm nơi cư trú, trong dịp Tết “Cần bươn” nghi thức đầu tiên trong ngày Tết là lễ cúng gọi hồn cho trâu, bò xuất phát từ quan niệm sau vụ mùa cày bừa nặng nhọc, hồn trâu bò có thể bị phân tán đi khắp nơi, chưa quay trở lại với bản thể như trước, do đó phải làm lễ cúng để hồn trở về thì trâu, bò mới trở nên béo tốt, khỏe mạnh.
Đối với người Thái, con trâu đóng một vai trò rất quan trọng trong sản xuất và đời sống kinh tế của họ với câu tục ngữ: Con trâu là cái nền nhà (Tôquai tại hương). Khi Tết đến, họ thường cho trâu ăn bánh chưng, lá dong. Con trâu còn được sử dụng vào mục đích tôn giáo, là lễ vật cúng tế trong các đám tang nhà giàu, chức dịch hoặc các bậc cao niên và nhất là trong các dịp cúng bản, cúng mường để tạ lễ Trời Đất, cầu yên cho dân trong bản mường. Dân tộc thiểu số có những lễ hội đâm trâu tế Thần, Tết trâu, xem trâu là Thần linh rồi thì Đồ Sơn bãi biển đẹp nổi tiếng về cờ bạc, cũng có ngày hội truyền thống chọi trâu: Dù ai buôn đâu bán đâu/Mồng mười tháng tám chọi trâu thì về/Dù ai buôn bán trăm nghề/Mồng mười tháng tám trở về chọi trâu. Người Thái trắng ở vùng Mường Lò có phong tục trong “Tết Xíp xí” có nghi lễ “trả ơn” bằng cách cho trâu ăn Tết. Trâu được tắm rửa sạch sẽ rồi được dắt tới chân nhà sàn, gia chủ mang xôi rượu ra nói với trâu đôi lời cảm ơn trâu đã vất vả vì người, trâu được ăn những bó cỏ tươi ngon nhất
Người Mường thường dùng con trâu trắng (trâu cò) để giải hạn, trừ tà, nếu trong dòng họ xảy ra những chuyện không may mắn, nhiều phụ nữ chửa hoang, nhiều người chết trẻ thì cả họ phải thịt trâu trắng để Khồ ông, nghĩa là giải hạn. Họ quan niệm rằng, trong tất cả các con vật, thì yểm bùa bằng trâu trắng khó hóa giải nhất, trong các sách cổ có nhắc đến sức mạnh siêu nhiên của ác hiểm độc bùa, nhất là chuyện thả bùa ác bằng trâu trắng. Thầy bùa nào đi phá giải bùa của người khác mà không phá được sẽ bị phản lại. Bùa ác độc nhất được luyện từ sừng trâu trắng và lời nguyền của người sắp chết sẽ không thể hóa giải được, việc yểm bùa yểm độc bằng sừng trâu trắng, rồi thề nguyền. Một cách chống lại bùa là người Mường sẽ trấn yểm bằng ngà voi, nanh hổ và niệm chú mới hy vọng, bùa này có sức mạnh gấp mấy lần bùa ác bằng sừng trâu trắng.
Người Mường vẫn truyền đời những câu chuyện yểm bùa ác bằng trâu trắng. Từng có câu chuyện một giòng họ phá thế lực thịnh của dòng họ khác bằng cách yểm bùa trâu trắng, bí mật mời thầy cúng về làm lễ, thịt con trâu trắng, thả toàn bộ vào giếng ở núi Đống Thả với mưu đồ làm cho linh khí của nguồn nước tinh khiết biến mất, giếng mất thiêng và người ta gọi đó là giếng độc. Tuy vậy, đây là những câu chuyện dân gian, đồn thổi thái quá làm người dân hoang mang. Yểm bùa ác bằng trâu trắng chỉ là những lời đồn mê tín dị đoan, gây hoang mang cho người dân. Ngày trước, cuộc sống khó khăn, nhận thức không cao nên người dân dựa vào sức mạnh của thế lực siêu nhiên nên mới tin chuyện bùa mê, tà chú. Theo lý giải của các chuyên gia chăn nuôi, trâu có da màu trắng tuyền là do đột biến gen, người xưa không biết nên cho rằng nó quái dị, xui xẻo
Tục lệ của người Mông, trong đời người đàn ông đều phải cúng báo hiếu, vật hiến tế là nhiều trâu hay bò được gọi là đám “ma trâu” hay phong tục khi một người già qua đời, con cháu phải mổ một con trâu, hoặc bò vì theo quan niệm làm như vậy thì khi sang thế giới bên kia người chết mới có con vật để cưỡi đi đường, khi mổ trâu, phải nối sợi dây buộc con vật đó đến tay người chết để người ấy có thể cầm dây dắt con vật theo mình. Người Bố Y ở huyện Mường Khương, Lào Cai tổ chức Tết "Sử Giề Pà" hay còn gọi là “Lễ Tạ ơn trâu thần” hình thành qua câu chuyện truyền thuyết về con trâu thần đã dẫn họ tìm được nguồn nước, đó là sự bày tỏ lòng cảm ơn đến con trâu của gia đình. Ngôi nhà truyền thống của người Cao Lan, Sán Chỉ thì lại thiết kế theo hình dáng một con trâu với 4 cột ở giữa nhà là 4 chân, rui mè là xương sườn, đòn nóc là sống lưng, thùng cám đặt cạnh chân cột chính ở bên cửa là dạ dày, nhà sàn hình trâu có hai loại, đó là nhà sàn kiến trúc hình trâu đực (làn tặc wài) và nhà sàn kiến trúc hình trâu cái (làm mẻ wài).

### Tây Nguyên
Nhiều cư dân bản địa ở vùng Trường Sơn, Bắc Tây Nguyên từ xưa đã nhận con trâu làm vật tổ trong tín ngưỡng tô tem của mình. Con trâu có vai trò to lớn trong đời sống xã hội. Tục giết trâu tế thần có từ thời thượng cổ, ngày nay vẫn còn ở một vài nơi, như miền Tây Nguyên  còn tục đâm trâu, giết trâu tế Dàng. Đối với các dân tộc Tây Nguyên, việc giết trâu là một cử chỉ thờ cúng của bản làng. Con trâu vừa là con vật truyền thống dâng hiến cho cuộc sống, lúc sắp bị giết, trâu được chăm sóc, họ đánh đồng la, thổi kèn khi con trâu bị giết, giao chiến bên cọc trâu và con trâu, cuộc giao chiến nghi lễ. Khi giết xong, thịt được mang cúng thần, sau đó được phân chia cho bữa ăn tập thể. Phía sau những lễ đâm trâu, ăn trâu này là phong tục còn sót lại và ý nghĩa tâm linh sâu sắc của người Tây Nguyên
Phong tục đâm trâu thịnh hành theo phong tục cổ truyền của những dân tộc miền cao nguyên, đặc biệt là ở vùng Kon Tum hay Gia Lai, dân tộc thiểu số ở tỉnh Kon Tum hầu như lễ hội lớn nào cũng đều cúng trâu để tạ ơn thần linh, Yàng để gia đình, làng quanh năm mạnh khỏe, ngày càng giàu có, không xảy ra thiên tai, bệnh tật. Tục đâm trâu là sự thử thách đọ sức mạnh của con người và thiên nhiên. Những buổi lễ này được dân làng cử hành thường vào mùa thu hoạch cuối năm là cơ hội để các trai và gái làng biểu diễn tài năng của mình. Nam thì múa khiên, múa giáo, hay phóng lao. Trong khi nữ thì múa hát (xoang) cổ động cho buổi lễ đâm trâu. Còn người già đảm trách nhiệm vụ cúng tế và đặc biệt là đánh ching (tức chiêng bằng không có núm).
Con trâu tế thần (gọi là Kapô) được cột dưới cột Gưng, nó có thể chạy quanh cột Gưng thành vòng tròn. Sau lời tế lễ, vị trưởng lão làng ra lệnh bắt đầu hành lễ, các chàng trai khoẻ mạnh như những dũng sĩ đóng khố Ktel (khố hoa) múa khiên, múa lao. Tiếng chiêng đuổi trâu chạy chàng dũng sĩ liền bám theo con trâu phóng những mũi lao ác nghiệt vào con vật hiến sinh cho buổi lễ. Theo nhịp ching chiêng nhún nhảy, các cô gái nắm tay nhau xoang (múa) vòng quanh. Họ múa hát vui mừng cho tới khi con trâu bị lao đâm gục ngã quỵ và lời cúng tế dâng lên các thần linh của vị trưởng lão làng chấm dứt rồi thì lễ được kết thúc.
Người Xê Đăng thuộc nhánh Mơ Nâm ở làng Kon Bring, thị trấn Măng Đen, huyện Kon Plong (Kon Tum) có tục đâm trâu để giữ trọn lời hứa với thần linh. Trước ngày tổ chức đâm trâu, già gọi thanh niên trong làng lên rừng chặt lồ ô, để khắc họa hoa văn, họa tiết rồi chọn một cây rừng chắc, không cụt ngọn để làm cây nêu. Trước khi dựng cây nêu lên giữa sân nhà sàn, già làng sẽ lấy máu gà bôi lên cây nêu và chọn con trâu "hết lớn" làm vật tế chính, ngoài ra còn có dê, heo buộc xung quanh cây nêu này. Sáng hôm sau, buổi lễ đâm trâu bắt đầu chứng kiến gia đình già thực hiện lời hứa với thần linh. Nghi lễ đâm trâu bắt đầu với lời khấn vái của thầy cúng, rồi già làng cầm cây giáo nhọn đâm vào con trâu. Sau đó đến con cháu, họ hàng và cuối cùng là bà con cùng đâm trâu, vừa đâm vừa nhảy múa, hát say sưa, hồn nhiên như núi rừng mông muội thuở xa xưa.
Sau khi đâm con trâu, heo, dê cũng bị đâm ngã xuống, người làng lấy tiết trâu, heo, dê bỏ vào ống lồ ô rồi vẩy quanh cây nêu kèm với lời cầu xin Yàng, thần núi, thần nước chứng giáng ngày lễ đâm trâu, lời khấn lầm rầm, thiêng liêng, ma mị. Lễ đâm trâu xong, già làng lấy tiết và gạo vẩy quanh nhà để cầu bình an và sức khỏe. Vật tế được xúm tay vào làm thịt, nấu lên đầu trâu với bộ lòng và thịt dê, thịt heo được treo lên cây nêu cho đến ngày hôm sau, ngày thứ hai, mọi người lấy bùn đất bôi lên mặt nhau, cử một người gùi đầu trâu đi xung quanh cây nêu, một thiếu niên đi sau gùi thịt trâu, thịt dê và theo sau nữa là đội đánh chiêng cùng nhảy múa để cầu mong sẽ không có ai ốm đau, mùa màng tươi tốt. Ngày thứ ba, đầu trâu được cắt ra nấu chín cúng Yàng để xin lễ được kết thúc và tất cả sừng trâu, xương trâu được già làng treo bên cửa ra vào của nhà mình. Với người Mnâm, vào đầu năm mới đồng bào mở lễ cúng trâu, cả buôn nhốt trâu chung một chuồng được trang trí đẹp và làm lễ cúng trâu để cầu mong những điều tốt lành cho buôn, cầu cho trâu được khoẻ mạnh, sinh đẻ nhiều, sau lễ cũng, người ta thả đàn trâu ra khỏi chuồng cho đi ăn cỏ.
Người Sơđrá có tục cúng trâu "trả nợ thần linh" ở các xã Ngọc Wang, Ngọc Réo của huyện Đăk Hà làm lễ lớn nhất của dân tộc mình là lễ ting pêng (ting nghĩa là cúng, còn pêng nghĩa là bắn). Trong lễ này, con trâu là vật hiến tế và người Sơđrá dùng ná để bắn con trâu này. Lễ thức này xuất phát từ quan niệm của người Sơđră là trả nợ thần linh khi có của ăn, của để là lúc phải thực hiện lời hứa trước thần linh, lễ thường kéo dài từ 2 đến 4 ngày. Lễ này chuẩn bị trước từ vài tháng. Các gia đình hay cộng đồng làng mua trâu lớn, sau đó mới đến dê, heo. Trong đó, trâu (tiếng Xê Đăng là kpô) thường là vật cúng của chủ gia đình khá giả và con cái thành đạt, còn làng thì chuẩn bị một con trâu lớn, hai con heo lớn để cúng thần tại nhà rông (Yang T’chuông). Tất cả các con vật đều phải là con đực khỏe mạnh..
Khi lễ diễn ra vào buổi sáng, vật hiến sinh được đưa vào bãi bắn, thường là ở một gò đất cao sạch sẽ. Sau đó, người làng đưa chiêng Buar (chiêng thiêng) ra đánh lễ, rồi đến đánh trống thiêng và già làng bắn vào con trâu do làng chuẩn bị, sau đó mới đến trâu của chủ nhà hiến tế. Sau đó, già làng và chủ nhà tế trâu lấy máu tươi bôi khắp nơi khấn: Nay làm lễ bắn con trâu, dâng cúng con trâu của cả dân làng chúng tôi. Chuyện gì không phải, không đúng của dân làng xin Yàng bỏ qua. Xin thỉnh các Yàng, tổ tiên, đây là gan (trâu) cúng, mong được làm tốt cái rẫy, tốt cái nương, no cơm ấm áo. Ngoài ra, còn có lễ cúng Yàng Plut (thần ngà voi) tại nhà rông của người Rơ Măm ở làng Le, xã biên giới Mô Rai, huyện Sa Thầy (Kon Tum). Lễ này cũng diễn ra hai ngày và vật hiến tế gồm: trâu trắng, dê trắng, gà trắng.
Ngày trước khi diễn ra lễ chính, người Rơ Măm làm xin đất rồi dựng ba cây nêu giữa nhà rông với nhiều họa tiết sặc sỡ. Trong đó, cây nêu để cột con trâu trắng là cao nhất, lớn nhất. Chiều muộn, trâu, dê được đưa ra buộc vào cây nêu này. Đêm hôm đó, dân làng uống rượu cần, đánh chiêng trống, nhảy múa xung quanh con trâu trắng, để nó không nằm xuống, con trâu nhìn xung quanh cầu cứu, rất thảm thiết dường như nó biết mình thành vật tế thần, sắp chết. Và đến sáng sớm hôm sau, những thủ tục khấn vái xong là người Rơ Măm dùng cây dao rất sắc chặt hai khuỷu chân sau làm hai chân con trâu bị liệt hoàn toàn. Những thanh niên trai tráng áp vào giữ và ghì đầu trâu xuống đất, một người cầm dao đến đâm sâu vào tim con trâu để lấy máu tế thần Yang Plút.
Nhưng tập tục đâm trâu của người Xê Đăng là một lễ hội, mang tính tâm linh cổ truyền có từ lâu đời, đã ăn sâu vào tiềm thức, người dân tộc Ca Dong và Xê Đăng rất nặng nề vấn đề này. Người Xê Đăng quần tụ sinh sống dưới chân núi Ngọc Linh tại các xã Trà Nam, Trà Linh, Trà Cang. Đâm trâu là một cách chia của để thần linh không quở phạt, bài trừ bệnh tật. Theo phong tục, những ngày đầu xuân, khắp các nóc đều tổ chức lễ hội đâm trâu để cầu mưa thuận gió hòa, mùa màng bội thu. Nếu hộ dân nào trong nhà có đến bộ bộ sừng trâu thì sẽ được “phong” thành già làng. Không ít người cố gắng tổ chức lễ đâm trâu mong nhận được sự trọng vọng của những nóc khác. Con trâu sẽ được hiến tế cho thần linh thường là trâu đực khỏe mạnh
Khác với nhiều dân tộc khác, lễ đâm trâu của người Xê Đăng mặc dù là một lễ hội của cộng đồng nhưng lại chỉ do một hộ dân đứng ra lo liệu, những gia đình đứng ra tổ chức lễ đâm trâu ngoài những nhà có tiền của còn có cả những nhà có người thân đang ốm đau, chủ nhà phải lặn lội đi khắp các nóc lân cận hoặc, sang tận Kon Tum để tìm mua trâu. Trong lễ hội đâm trâu còn có nhiều rượu cần càng trở thành gánh nặng cho các hộ nghèo Xê Đăng, nhiều gia đình phải chạy tiền hoặc đem cồng, chiêng, ché đổi trâu về. Tại các xã Trà Cang, Trà Linh, người Xê Đăng cũng tổ chức lễ đâm trâu vào dịp đầu xuân với trên dưới 10 con trâu, trung bình lễ hội tiêu tốn khoảng 50 triệu đồng thì người dân các xã đã tốn hàng tỉ đồng cho việc đâm trâu nên sau nhiều năm tổ chức lễ đâm trâu, nhiều hộ gia đình dân tộc Xê Đăng (Nam Trà My, Quảng Nam) vẫn chưa trả hết số nợ đã vay để mua lễ vật.
Trâu là vật nuôi gắn bó thân thiết với cuộc sống các dân tộc, người M'Nông (Tây Nguyên) thường dùng trâu để giải quyết các việc lớn trong gia đình, dòng họ và cho cả buôn làng. Mua chiêng bằng trâu, mua ché bằng trâu, dựng nhà, cưới gả, các lễ hội mừng được mùa hàng năm bằng trâu. Trong luật tục, những tội trạng vi phạm nghiêm trọng các quy định của cộng đồng như xúc phạm thần linh, làm những điều người ta kiêng cữ, loạn luân đều dùng trâu để phạt vạ hoặc cúng xóa tẩy tội lỗi. Huyết trâu hòa với rượu cần, gan trâu, thịt trâu là các cỗ vật linh thiêng để con người thông qua với thần linh, là thức ăn đồ uống mà mọi người trong buôn làng dùng để tẩy rửa xui xẻo, cầu mong bình an và hạnh phúc cho cộng đồng và cho mọi người.

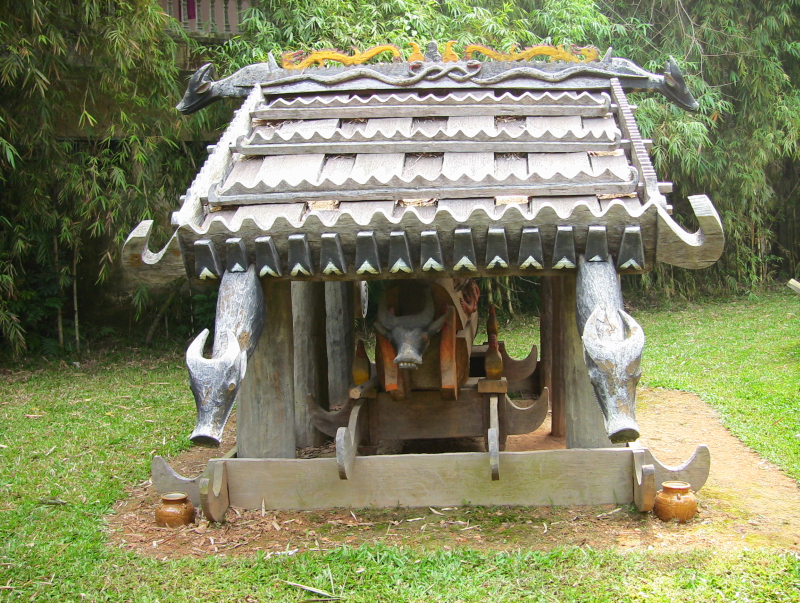
Nhà mồ pinh blâng của người Cơ Tu ở Quảng Nam được phục dựng tại Bảo tàng Dân tộc học.

Với người M’nông thì trâu là con vật quý, đứng thứ hai sau voi, nên gia đình nào có trâu trong nhà được xem là giàu có. Họ tin rằng thần trâu, hồn trâu luôn ở bên cạnh, mang lại may mắn cho gia đình và cộng đồng. Con trâu là linh hồn của các nghi lễ quan trọng của đồng bào M’nông. Trâu còn là niềm tự hào mỗi khi có lễ hội, người ta sử dụng trâu làm vật hiến sinh để thể hiện lòng tôn kính, biết ơn giữa con người với thế giới tâm linh. Trong các gia đình người M’nông, những chiếc sừng trâu vẫn luôn được đặt trang trọng ở một góc nhà. Ở lễ hỏi của dân tộc M’nông, người làm mối bên nhà trai phải đem theo 2 ống lồ ô đựng măng chua và da trâu thái nhỏ, đến lễ cưới, trong lễ vật nhà trai mang đến không thể thiếu từ 20-30 ống măng chua với da trâu muối.
Đối với Người Cơ Ho hay còn gọi là người Lạch thì con trâu là tài sản quý giá nhất rồi mới đến chiêng, ché. Giống trâu Langbiang ở xứ này có vóc dáng lớn nhất Việt Nam, được thả vào rừng để tự sinh, tự dưỡng như thú hoang. Trâu đực không dùng để kéo cày mà dành riêng cho việc tế thần. Theo họ thì mỗi con trâu đều có nét mặt, màu lông, dáng sừng và tâm tính riêng, giống như con người vậy. Người Lạch nói riêng và các tộc người thiểu số Tây Nguyên nói chung xem trâu là con vật tổ hoặc vật chuẩn để quy đổi các sản vật, đánh giá mức giàu sang của mỗi gia đình, dòng họ. Trước kia nhiều người còn cà hàm răng trên cho giống với vật tổ. Trong những dịp lễ trọng, trâu được chọn để hiến tế cho thần linh, thay thế con người.. Trong luật tục của dân tộc Srê (Kơ ho), trường hợp không giữ lời hứa hôn, bên vi phạm bị phạt một con trâu, còn theo luật tục của người K’Ho Lạch có nêu “Tội ngoại tình thì đền bảy con trâu, tám cái ché. Tội bỏ vợ, bỏ chồng phải đến chín con trâu, mười cái ché”.
Trong đời sống của người Cơ Tu, con trâu còn là hình ảnh thiêng liêng nối kết ước vọng của con người với thế giới thần linh. Trong tiếng Cơtu, con trâu được gọi là Tơ ri, nhưng con bò thì lại mượn tiếng bò của người Kinh để gọi. Con trâu được người Cơtu xem như của cải quý giá mà nhà gái thách cưới trong lễ hỏi, cưới, tương tự như đồ sính lễ nhà trai tặng cho nhà gái gồm mã não, chiêng, ché. Người dân cũng thường trao đổi, mua bán cái này với cái kia với đơn vị giá là trâu: một trâu, hai trâu. Khi ai đó vi phạm luật tục của làng cũng bị phạt vạ một con trâu, hai con trâu. Người Cơtu còn có điệu hát Lý khóc trâu và nhạc chuông dành riêng cho việc khóc tế trâu (Boóch tế Tơ ri). Theo phong tục từ ngàn xưa, mỗi dịp Tết Nguyên đán, đồng bào Cơ Tu ở huyện Nam Đông, tỉnh Thừa Thiên Huế tổ chức lễ hội đâm trâu để mừng năm mới, cầu nguyện mưa thuận gió hòa, mùa màng bội thu. Những năm trở lai đây đang dần xóa bỏ phong tục này.
Lễ hội đâm trâu là phong tục truyền thống lâu đời và nét văn hóa của đồng bào Cơ Tu, với họ thì con trâu là con vật may mắn mới được chọn để làm vật tế thần.. Trong lễ hiến tế trâu, người Cơtu đâm trâu không phải cốt để ăn thịt hay đâm lung tung trên người nó để đùa vui, nhảy múa. Trước khi đâm, người chủ lễ sẽ dùng than vẽ đúng vị trí quả tim (bên phải) của trâu, đó là chỗ cần phải đâm. Và khi trâu ngã xuống, người chủ lễ hoặc già làng cẩn trọng rót nước nóng đúng vị trí quả tim, rồi trịnh trọng phủ chiếc khố đẹp nhất của làng lên mình trâu, không quên những lời cầu nguyện tốt đẹp nhất dành cho sự ra đi của nó. Cái đuôi trâu cũng được cắt lấy, ném lên cột lễ như bói quẻ để cầu may.
Trong ngôn ngữ nghệ thuật tạo hình của người Cơ Tu, trâu cũng là một hình tượng chủ đạo trong mô típ trang trí truyền thống. Hình tượng trâu không chỉ mang ý nghĩa tâm linh mà còn biểu tượng của niềm hy vọng đạt đến cuộc sống sung túc, giàu có. Trên nóc nhà làng (nhà gươl), cặp sừng trâu được bố trí ở đầu hồi, hai bên nóc nhà làng, bên cạnh sừng trâu, người ta còn phối hợp thêm cặp chim tring, cặp gà trống, hình người đàn bà nhảy hội. Trên các tấm ván thưng dọc liên kết khung nhà, ở hai đầu tấm ván, người ta thường tạc hình sừng trâu, đầu kỳ đà với đường nét tạo hình uyển chuyển. Con trâu, với người Cơ Tu, con trâu và cặp sừng của nó còn là biểu tượng cho sự hoàn hảo, mong ước vươn đến cuộc sống an lành, giàu sang, no ấm. Người Cơtu khắc hình ảnh trâu lên nơi trang trọng của ngôi nhà chung, là vật dâng cúng thần linh khi người về cõi chết. Khi trâu chết, người Cơtu còn lưu giữ đầu, sừng bằng cách treo ở cây cột cái/cột mệ (Zờ dâng Moong) của Gươi ở vị trí cao nhất.
Ngôi nhà cộng đồng của người Cơtu là Gươi là biểu tượng cho hình ảnh con trâu với toàn bộ cấu trúc ngôi nhà là sự mô phỏng hình dáng con trâu với bốn chân cao có đế vững, mình tròn, sóng lưng oằn xuống với những đốt gai sống nhấp nhô. Bộ xương là hình ảnh của bộ sườn nhà với sống lưng là đòn nóc, các xương sườn là hệ thống vì kèo. Trên đỉnh của ngôi nhà có hai vòng cùng hướng vào nhau như hai cái sừng. Chi tiết hình ảnh con trâu ta sẽ thấy ngay trên hai đầu bậc cấp bằng gỗ khi bước lên Gươi. Hai đầu trâu nhìn chính diện với cặp sừng cong, gờ nổi cao ở hai bên, cái đầu hơi cúi xuống, đôi mắt buồn bên cạnh hai tai được cách điệu cặp xuống. Một kiến trúc rất quan trọng của người Cơtu là khu nghĩa địa nằm phía Tây của làng. Nơi đây, hình ảnh rõ nhất là quan tài (pink) trên nóc hồi nhà mồ với hai đầu trâu. Con trâu được mô phỏng rõ nét và thật hơn bằng khối tròn của thân cây sừng, đầu, tai và đôi mắt gắn bằng miếng thủy tinh, chỉ khác thân nó là chiếc quan tài.
Đối với người Chăm ở các tỉnh Ninh Thuận, Bình Thuận, con trâu là con vật không thể thiếu trong nghi lễ phong tục, là lễ vật dâng cúng thần linh, ông bà, cha mẹ, thu hút sự chăm lo giúp sức của người thân và bà con láng giềng. Cứ 7 năm một lần, vào tháng 7 lịch Chăm, một con trâu trắng (trâu cò) dùng làm lễ vật được đem dâng cúng với nghi lễ linh đình tại chân núi Đá Trắng (núi Giang Patao) thuộc làng Như Bình, Phước Thái, Ninh Phước (Ninh Thuận). Ngày nay, lễ đâm trâu vẫn còn được một số gia đình Bà La Môn thực hiện khi họ đã khấn nguyện và có đủ điều kiện về vật chất.

## Nền văn hóa khác

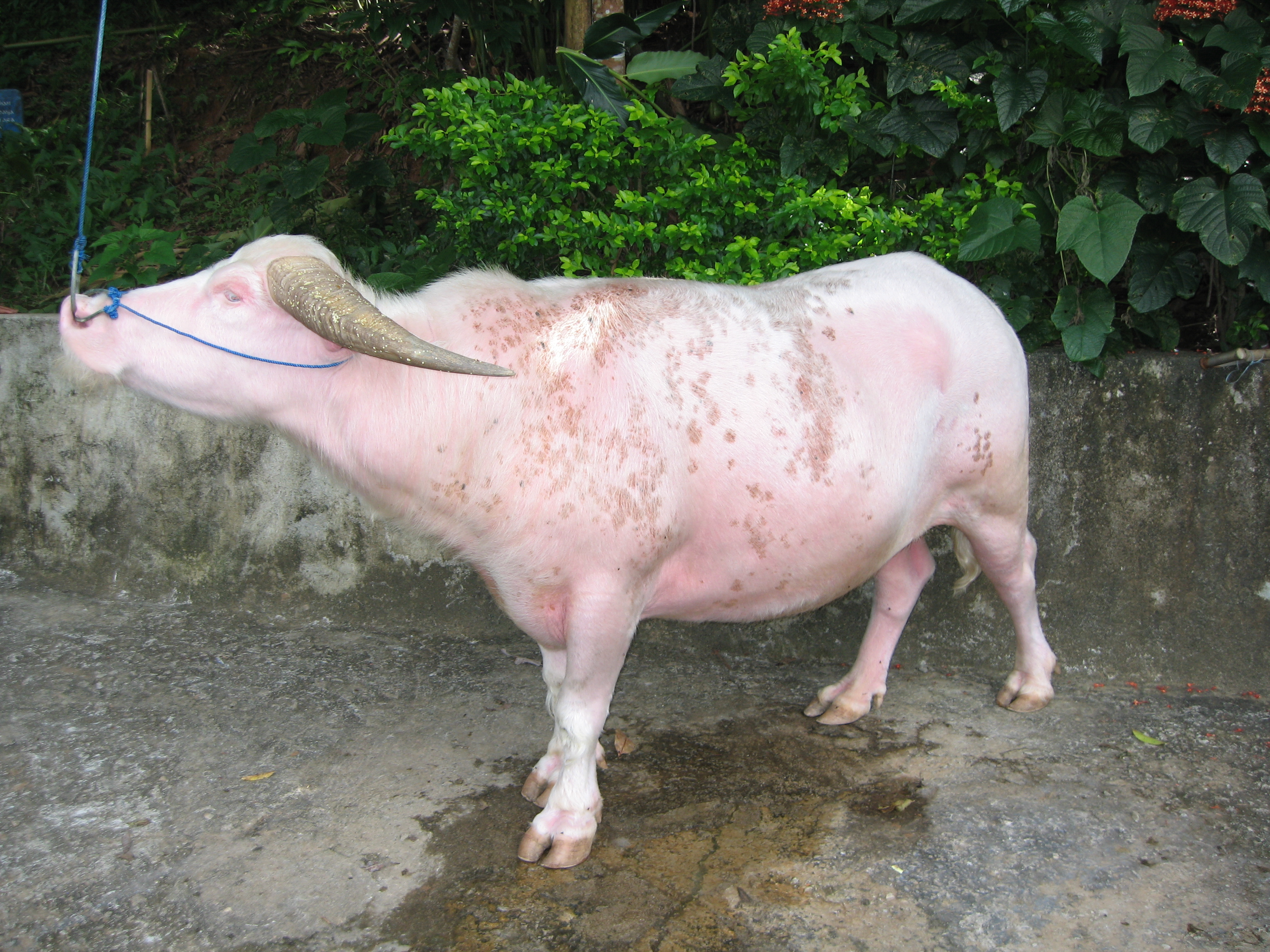
Một con trâu trắng (trâu cò)

Người Ai Cập cổ đại thì trâu rừng tượng trưng cho sức mạnh và sự dũng mãnh, ở Ai Cập cũng có một giống trâu, ở đây cũng có những con trâu rừng châu Phi. Cũng giống như ở Hy Lạp, trâu được xếp trong danh sách 12 con giáp của người Ai Cập, người Babylon và Ấn Độ cổ đại nhưng thứ tự có khác nhau. Tộc người Mahafales ở phía Nam đảo Madagascar rất coi trọng trâu, đó là biểu tượng của sự giàu có. Trên mộ người ta còn cắm những cột gỗ tạc hình trâu để biểu thị địa vị xã hội của người đã mất.
Ở Ấn Độ, về tôn giáo, theo truyền thuyết Phật giáo có câu chuyện kể rằng trước khi thành Phật, Đức Thích Ca đã bỏ ra sáu năm để hành pháp khổ hạnh đến nỗi thân thể chỉ còn da bọc xương. Rồi về sau ngài thấy phương pháp khổ hạnh chỉ đem lại đau khổ mà trí tuệ chẳng hề tăng trưởng, nên ông ta quyết định dùng lại thức ăn để có đủ sức hành thiền quán niệm hơi thở. Trong thời gian 49 ngày thiền định, ông được thôn nữ Sujata dâng cúng cháo sữa và nhờ đó sức khỏe được hồi phục nhanh chóng. Họ cho đó là biểu thị của sự hồi sinh.
Tai xứ Ấn Độ vì bò là vật thần linh nên chẳng mấy ai muốn dùng sữa bò. Có thể rằng ngài được cung cấp sữa dê hay sữa trâu. Ấn Độ đã dùng sữa trâu từ ngàn xưa. Tại vùng bắc Ấn là nơi có rất nhiều trâu sinh sống. Trong Hindu giáo, trâu là vật cưỡi của thần Yama, vị thần của cái chết và công lý, những bức tranh, tượng cổ Ấn Độ, Yama thường được mô tả đứng hoặc ngồi trên lưng trâu, một tay cầm gậy, một tay cầm dây thòng lọng để kéo hồn người chết ra khỏi thân xác. Mối liên hệ giữa Yama và trâu cho thấy biểu tượng trâu góp phần vào sự phán xét con người sau cái chết.
Tại Indonesia, tộc người Balak, người Minang Kabaus trên đảo Sumatra và người Torajas trên đảo Salawesi đều rất sùng kính trâu như một biểu tượng có vai trò lớn trong cuộc sống của họ. Sự tích của người Minang Kabaus kể rằng ông tổ của họ nhờ một con trâu mà đánh thắng được giặc cướp, vì thế dân tộc này quyết định lấy tên là: Trâu chiến thắng (Minang nghĩa là trâu, Kabaus nghĩa là chiến thắng). Trong đám cưới của người Batak, bao giờ cũng có tổ chức chọi trâu với ý nghĩa những đặc tính của con trâu chiến thắng sẽ truyền sang đôi trai gái mới lấy nhau.
Mặc dù động vật quốc gia của Philippines là trâu Carabao nhưng trâu tamaraw vẫn được xem là một biểu tượng quốc gia của Philippine. Một hình ảnh của con vật được tìm thấy trên phiên bản từ 1980 đến đầu 1990 của đồng 1-peso Philippines. Một kỳ nghỉ đặc biệt ở tỉnh Occidental Mindoro trùng với tháng bảo tồn trâu Tamaraw nhằm mục đích nhắc nhở người dân Mindoro về tầm quan trọng của việc bảo tồn trâu tamaraw. Hãng Toyota Motors xây dựng Tamaraw AUV (Asian Utility Vehicle), mô tô Toyota Philippine phát hành một loại xe tiện ích châu Á gọi là Tamaraw FX tại Philippine là sự cải tiến của Tamaraw AUV được bảo trợ rộng rãi từ các hãng taxi. Trâu Tamaraw cũng là linh vật của đội thể thao thuộc đại học viễn đông (FEU Tamaraws) tại Hiệp hội thể thao đại học của Philippines, và Toyota Tamaraws thuộc Hiệp hội Bóng rổ Philippine, sự sụp đổ Tamaraw tại Barangay Villaflor, Puerto Galera được đặt tên dựa trên loài trâu này.
Ở Châu Phi có truyền thuyết về Quái vật mình trâu, đầu bò Catoblepas trong thần thoại Etiopia cổ, Catoblepas có hình dáng là sự kết hợp của mình trâu, đầu bò. Chiếc đầu của Catoblepas luôn hướng xuống đất do cặp sừng quá nặng, bên cạnh đó, chiếc lưng lớn cùng nhiều gai nhọn sẽ bảo vệ chúng khỏi kẻ thù, nó có khả năng giết con mồi bằng hơi thở và ánh nhìn của chúng. Quái vật này thường ăn một loại cỏ có độc tính mọc bên sông, Catoblepas còn có khả năng hóa đá con mồi bằng cách nhìn thẳng vào mắt đối phương. Trên thực tế, trâu rừng châu Phi một trong năm loài thú săn lớn ở châu Phi, trâu châu Phi thường được gọi là "The Black Death" (Tử thần đen) hoặc "Widowmaker" (con vật nguy hiểm), và được coi là một loài động vật rất nguy hiểm, vì chúng hay điên tiết húc chết hơn 200 người mỗi năm và được báo cáo rằng giết nhiều người ở châu Phi hơn bất kỳ loài động vật khác, mặc dù hà mã và cá sấu cũng được cho là như vậy
Đối với Văn hóa Phương Tây, mặc dù không để lại nhiều dấu ấn ở nền văn hóa phương Tây, nhưng trong quan niệm về 12 con giáp của người Hy Lạp, con trâu đực được xếp đứng đầu, tiếp đó là sơn dương, sư tử, lừa, cua, rắn, cá sấu, hồng hạc, vượn, chim ưng, chuột. Trong 12 cung hoàng đạo của phương Tây, có cung Kim Ngưu. Những quốc gia Âu Châu không ăn thịt hay uống sữa trâu, nhưng các quốc gia khác dùng trâu trong nghề nông, kéo xe kéo gỗ, uống sữa, và nuôi trâu để ăn thịt. Tại Tây Âu, người ta coi chiếc tù và làm bằng sừng trâu là biểu tượng của ngành bưu chính vì vào thời trung cổ, các lái buôn do đi nhiều nơi đã kiêm luôn cả việc chuyển thư, bưu kiện, mỗi khi đến một nơi họ lại thổi tù và sừng trâu để mọi người đến nhận hoặc gửi thư. Tác phẩm “Ruồi trâu” (The Gadfly) của nhà văn nữ người Anh E.L. Voynich sau cuộc Cách mạng Tháng Mười đề cao nhân vật Arthur “Ruồi Trâu” là người thanh niên hiến dâng cả cuộc đời cho lý tưởng cách mạng.
Trong Kinh Thánh không nói đến tên con trâu vì vùng Trung Đông không có loài thú vật hình dạng giống Trâu Tuy nhiên, trong Kinh Thánh có nhắc đến Bò, cụ thể là trong hang đá ngày lễ giáng sinh hình tượng các con thú vật đứng nằm chung quang đứa bé Giêsu được dựng bày chung quanh luôn có một hai con Bò. Vì Giêsu giáng sinh làm người trong chuồng súc vật giữa cánh đồng Bethlehem, Trâu Bò cũng như con Cừu, con Lừa là nhân chứng cho việc sinh đẻ này. Sau này đi rao giảng Giêsu cũng nói đến hình ảnh con Bò: Thế ngày Sabát, ai trong các ngươi lại không cởi dây dắt Bò lừa rời máng cỏ đi uống nước. Trong sách Khải Huyền của Thánh Gioan nói đến hình con vật thứ hai giống như con Bò có cánh dương rộng ra đang đứng bên ngai Thiên Chúa ngày đêm hát ca tụng Người.

## Thành ngữ về trâu
Con trâu gắn bó với người Việt Nam từ rất lâu do đó trong kho tàng tục ngữ, ca dao, dân ca có rất nhiều câu nói về con trâu Con trâu, trong ngôn ngữ dân gian cũng đã được điển hình hóa nên thành ngữ, thành chuyện. Con trâu cũng là hình ảnh gắn với nông nghiệp và nông dân và được mượn để ví von, so sánh, để răn dạy nhau trong cách ứng xử, sinh hoạt. Qua kho tàng thành ngữ này nêu lên vai trò quan trọng của trâu trong nông nghiệp, ở đồng quê cũng như cách đối nhân xử thế, ứng xử sinh hoạt hàng ngày. Cụ thể là:
- Con trâu là đầu cơ nghiệp (Tục ngữ, ca dao Việt Nam), câu này nói lên con trâu rất quan trọng với người nông dân Việt Nam.
- Tậu trâu, lấy vợ, làm nhà/Trong ba việc ấy ắt là khó thay. Tậu trâu vẫn là công việc đầu tiên, quan trọng bậc nhất của một người nông dân, nó nhấn mạnh cho câu con trâu là đầu cơ nghiệp[53]
- Trên đồng cạn, dưới đồng sâu/Chồng cày, vợ cấy, con trâu đi bừa. Đây là câu ca dao giản dị mà hàm súc, hiện thực và trữ tình. Câu trên là một tiểu đối toàn chỉnh: trên/ dưới, cạn/ sâu. Câu dưới dàn trải, bắt đầu tiểu đối: chồng/ vợ, cấy/ cày, sau cùng con trâu bước ra, chậm chạp, ung dung, trong một nhịp thơ khoan thai hơn: chất trữ tình ưu đãi con trâu vào cuối câu[17]
- Thứ nhất vợ dại trong nhà/Thứ nhì trâu chậm, thứ ba rựa cùn: Con trâu được liên hệ với người vợ và cùng là một trong những yếu tố quan trọng trong gia đình
- Người nông dân còn coi trâu như một người bạn, người bạn thân thiết. Hình ảnh con trâu cũng là hình ảnh của người nông dân Việt Nam: cần cù, chịu thương chịu khó, dãi nắng dầm mưa,

Trâu ơi ta bảo trâu này
Trâu ra ngoài ruộng trâu cày với ta
Cấy cày vốn việc nông gia
Ta đâu trâu đấy ai mà quản công
Bao giờ cho lúa trổ (đơm) bông
Thì còn ngọn cỏ ngoài đồng trâu ăn
- Ruộng sâu, trâu nái: Nói lên sự sung túc, thành công của nhà nông.
- Muốn giàu thì nuôi trâu nái/Muốn lụn bại thì nuôi bồ câu: Kinh nghiệm sản xuất kinh doanh, đầu tư
- Sai con toán, bán con trâu
- Lạc đường nắm đuôi chó/ Lạc ngõ nắm đuôi trâu: Kinh nghiệm tìm đường
- Trâu buộc thì ghét trâu ăn. Quan võ thì ghét quan văn dài quần Nói lên sự ghen ghét, đố kỵ về sự không bình đẳng ấy sinh ra mâu thuẫn.
- Trâu đi tìm cọc chứ ai đời cọc đi tìm trâu: Nói lên quan niệm yêu được cưới hỏi của người Việt xưa, theo đó người đàn ông phải là người chủ động trong việc tìm kiếm, ngỏ lời, cưới hỏi chứ không phải là người phụ nữ.
- Trâu quá sá, mạ quá thì. Hồng nhan bị bỏ còn gì là xuân: Chỉ về lứa thì, xuân sắc của người phụ nữ, khi tuổi trẻ qua đi.
- Cưa sừng làm nghé: Chỉ những người phụ nữ đã già rồi nhưng còn cố tình làm ra vẻ trẻ con, ngây thơ.
- Trâu bò húc nhau, ruồi muỗi chết để ám chỉ kẻ mạnh xung đột, tranh chấp nhau, kẻ yếu bị tai họa, vạ lây.
- Kéo cày thay trâu: Lối ví von sinh động để phản ánh cảnh cơ cực của người nông dân xưa.
- Đầu trâu, mặt ngựa: Chỉ về những hạng người ba trợn, côn đồ, giang hồ, anh chị
- Trâu chậm uống nước đục: Khi nói một điều gì đó kém may mắn. Do con trâu đi lại thong dong, nó không tranh giành hơn thiệt với ai, thế nên thường bị nhận phần thiệt về mình.
- Yếu trâu còn hơn khỏe bò: so sánh giữa trâu và bò khi kéo cày
- Đàn gảy tai trâu: Chê những người không có kiến thức, không biết thưởng thức nghệ thuật
- Hoa nhài cắm bãi phân trâu: Chỉ về sự yêu đương, hôn nhân không tương xứng
- Tan đàn xẻ nghé: Chỉ sự tan hoang
- Nghé con không sợ hổ: Chỉ sự thiếu trải nghiệm
- Mười bảy bẻ gãy sừng trâu: Chỉ về giai đoạn sung sức của con người
- Trai thì cày ruộng, khiển trâu/ Gái thì phải biết bổ cau têm trầu
- Trâu ta ăn cỏ đồng ta hay Trâu đồng nào ăn cỏ đồng ấy: Người đời nhắc nhở nhau chỉ nên dùng những gì thuộc quyền sở hữu của mình, những thứ trong phạm vi mình có.
- Trâu chết để da, người chết để tiếng: Răn dạy người đời nên sống ra sao để không hổ thẹn với đời sau.
- Trâu đẻ tháng Năm, vợ đẻ tháng Sáu, nói lên việc cần toan tính, cân nhắc vì tháng 5 mùa cày bừa cần đến trâu, tháng 6 vào vụ cấy cần đến sức lao động của phụ nữ.
- Ngu như trâu: Một câu mạ lỵ
- Hùng hục như trâu húc bờ: Chỉ về hành động như một ai đó không chịu suy nghĩ, chỉ thục mạng khi làm một việc gì đó.
- Lỳ như trâu: Ví von về sự lỳ lợm
- Trâu lấm vẩy càn: Người đời cũng gán cho trâu cái sự ẩu, bừa bãi.
- Trâu dong bò dắt chỉ về kinh nghiệm chăn trâu, chăn bò. Con trâu luôn luôn tuân theo chủ, nó thuộc đường đi lối về, nên người ta thường dong nó đi, chứ ít ai phải dắt mũi, khác hẳn với bò.
- Trâu trao chạc, bạc trao tay: Trâu có đặc điểm là khi bắt được mũi thì trâu thuần thục ngay, vì thế người ta thường buộc chạc, xỏ dây thừng vào mũi trâu mà dong, dắt, đây là cách để nói sự sòng phẳng, dứt điểm.
- Trâu gầy cũng tầy bò kéo: so sánh giữa trâu và bò khi kéo cày
- Trâu ho bằng bò rống: Chỉ sự vượt trội của trâu so với bò
- Trâu không có bắt chó kéo cày: ngoa dụ của người đời về một con vật không thể kéo cày mà lại dám thay trâu để kéo cày.
- Khỏe như trâu: Chỉ về sức khỏe của trâu.
- Trâu quá sá, mạ quá thì: Chỉ việc bắt trâu làm việc quá sức thì trâu kiệt sức.
- Trâu lành không ai mặc cả, trâu ngã nhiều gã cầm dao: phê phán thói đời cơ hội vì con trâu là đầu cơ nghiệp và cũng đồng thời là thực phẩm có giá trị. Khi trâu còn khỏe thì không ai giết mổ trâu lấy thịt, mà khi trâu yếu, ngã mới có cơ hội thịt trâu.
- Trâu ra, mạ vào: Chỉ về việc canh tác
- Sớm mai cắp nón ra đồng/Một đôi vợ chồng với một con trâu: Câu ca dao dung dị chỉ về hạnh phúc con người trong nông thôn Việt Nam
- Phình phình ở giữa phình ra/Mẹ ơi con chẳng ở nhà được đâu/Ở nhà làng bắt mất trâu!: khi làng phạt vạ, làng bắt nộp trâu như trong trường hợp người con gái chửa hoang thì gia đình phải nộp vạ
- Ầu ơ! Ví dầu, ví dẫu, ví dâu/Ví qua, ví lại, ví trâu vô chuồng.
- Dù ai buôn đâu, bán đâu/Mồng 9 tháng 8 chọi trâu thì về/Dù ai bận rộn trăm bề/Mồng 9 tháng 8 nhớ về chọi trâu
- Công anh chăn nghé đã lâu/ Bay giờ nghé đã thành trâu, ai cày
- Đàn đâu mà gảy tay trâu/Đạn đâu bắn sẻ, kiếm đâu chém ruồi.
- Dù ai đi đâu về đâu/ Mùng chín tháng tám chọi trâu thì về
- Nước giữa dòng chê trong, chê đục/Vũng trâu đầm hì hục khen ngon.
- Sừng cánh ná, dạ bình vôi, mắt ốc nhồi, Ăn ra lôi, cày ra thép: kinh nghiệm chọn trâu
- Trâu to ngà, càng già đường kéo.
- Da đồng, lông mốc, Đầu thanh, mặt nhẹ, khô chân/Vai cao, mình thẳng, mặt gân, sườn tròn/Chùng đùi, thắt quản, ngắn đuôi, to ngà, móng hến thì nuôi đáng tiền.
- Nghé ơ, Mẹ gọi tiếng trước, cắt cổ lên đàng/Nghé ơ, Mẹ gọi tiếng sau, cất lồng lên chạy/Có khôn thì đi theo mẹ/Có dại thì đi theo đàn/Chớ đi theo quẩn theo quàng/Có ngày mất mẹ, nghé ơi nói lên tình cảm của con người lúc nào cũng gắn bó, thương cảm với con trâu
- Ai bảo chăn trâu là khổ/Tôi chăn nàng còn khổ hơn trâu.
- Của chua ai thấy chẳng thèm/Em cho chị mượn chồng em ít ngày/Chồng em đâu phải trâu cày/Để cho chị mượn cả ngày lẫn đêm.
- Em như ngọn cỏ phất phơ/Anh như con nghé nhởn nhơ trên đồng: Khi chàng trai còn bị coi là một con nghé ngây ngô và quá vô tình trước một người con gái đã trải lòng ra với mình
- Chăn trâu chẳng biết mặt trâu/Trâu về cầu Cậy biết đâu mà tìm: cười cho sự quá đểnh đoảng của chàng trai đã yêu mình hoặc đã có cảm tình sâu nặng với mình mà không hiểu biết gì về gốc gác của mình
- Có cưới thì cưới con trâu/Đừng cưới con nghé nàng dâu không về.
- Vợ dại thì đẻ con khôn/Trâu chậm lắm thịt, rựa cùn chịu băm.
- Trâu chậm thì anh bán đi/Rựa cùn đánh lại, vợ thì làm sao
- Thiệt tình hổng phải ba hoa/Hôm qua tui thấy con gà đá trâu/Gà đá trâu bao lâu mới thắng/trâu đá gà, què cẳng con trâu[54]
- Xâu hạt cườm đã hợp với cổ rồi/Đôi bông đã hợp với tai rồi/Vợ phải lo dệt khố cho chồng/Dù chỉ dệt khố trắng cũng được/Dù chỉ bới cỏ tranh lên đầu/Dù chỉ bới tóc bằng lược sừng trâu.[45]
- Tiền là trước/Hậu là sau/Ngưu là trâu/Mã là ngựa (Tam tự kinh)
- Lỗ mũi trâu: Châm biếm của người Trung Quốc về những đạo sĩ.
- Kiếp trâu ngựa
- Làm trâu làm ngựa